# Uranometria

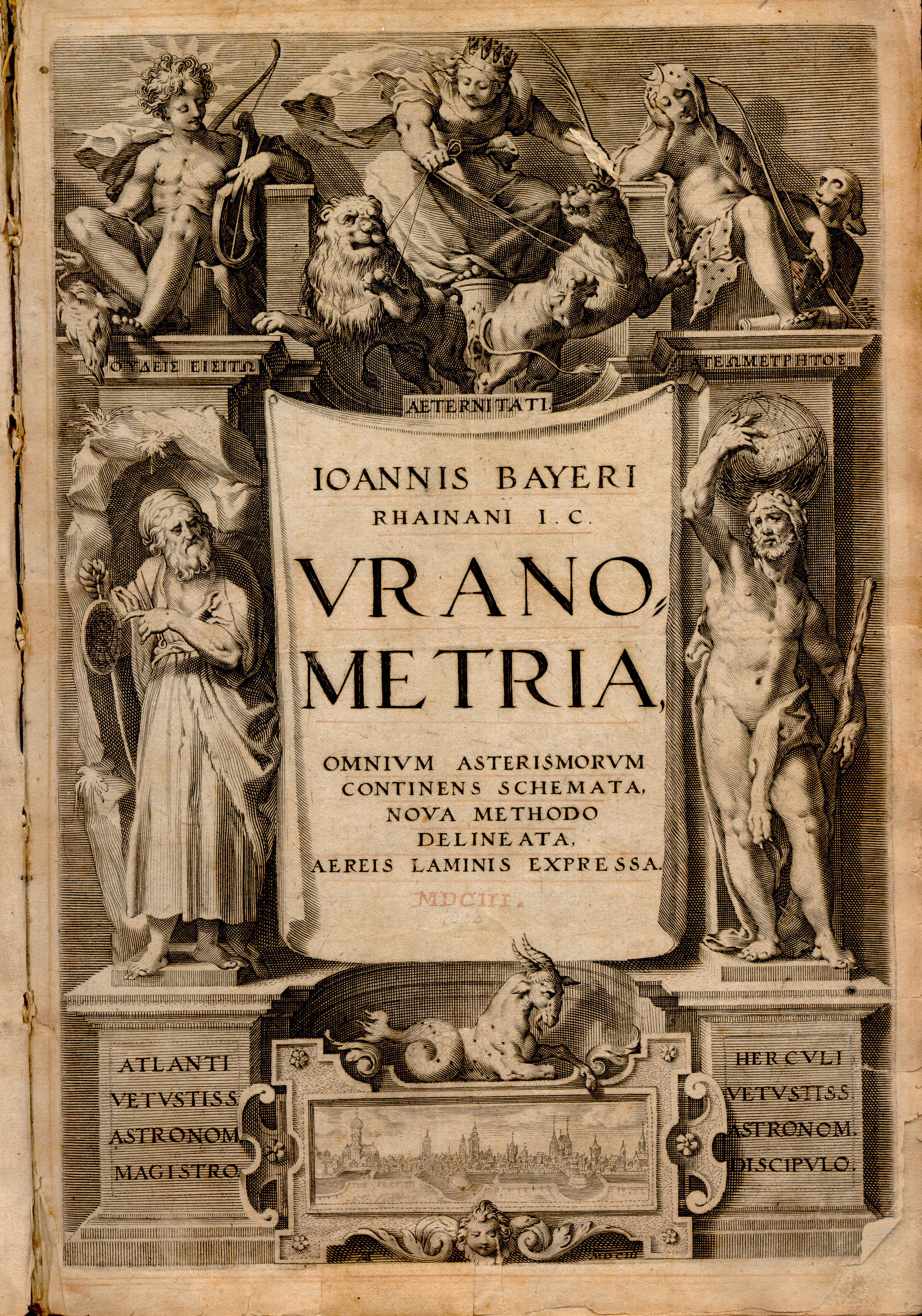
Titelseite der Uranometria

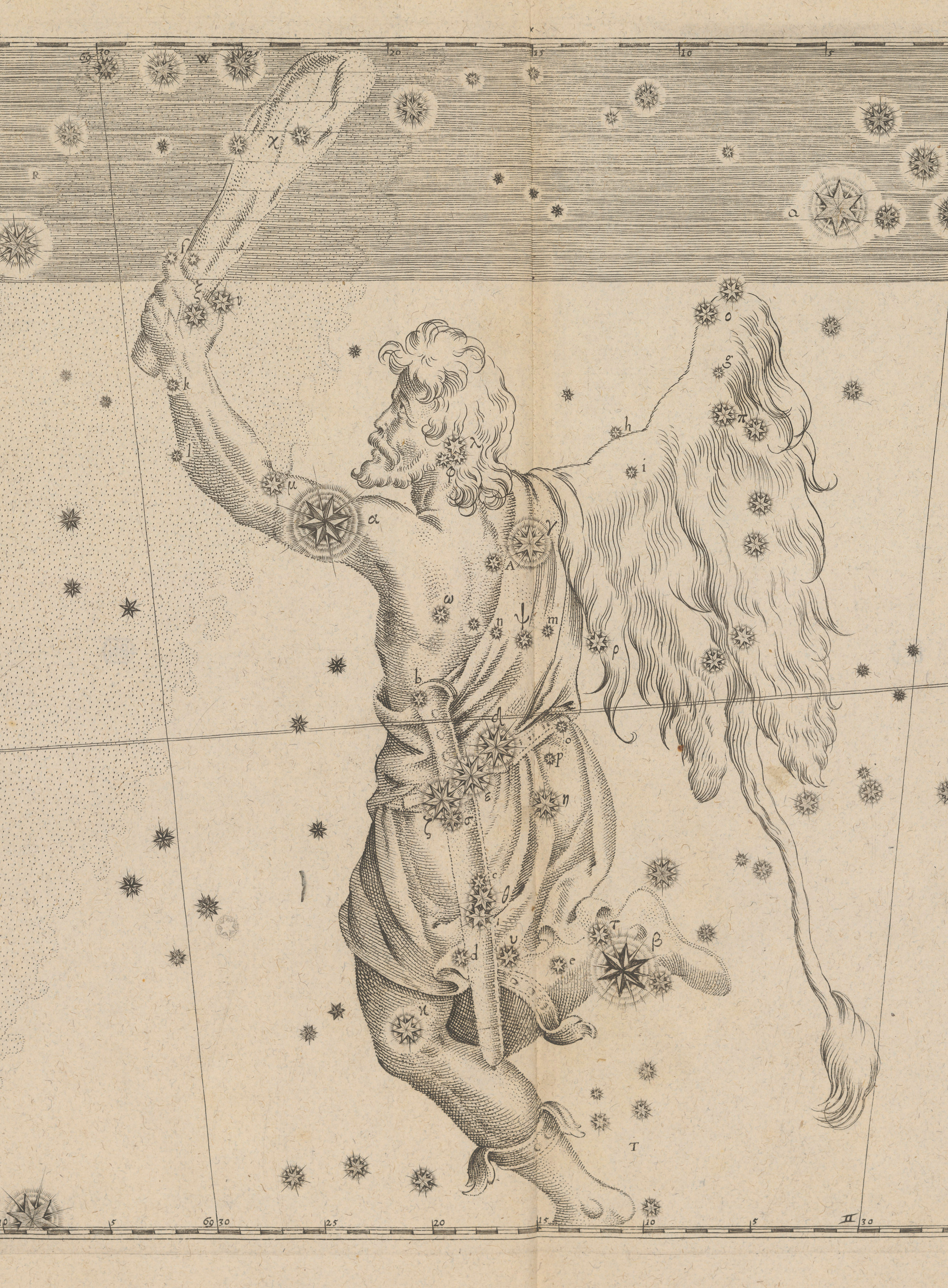
Das Sternbild Orion aus Johann Bayers Uranometria

Uranometria ist ein im Jahre 1603 erschienener Himmelsatlas, der von dem deutschen Juristen und Astronomen Johann Bayer erstellt wurde. Sie stellt die erste genaue Sternkarte dar und enthält erstmals die Sterne beider Hemisphären. Der Atlas enthält nur Sterne, die mit bloßem Auge sichtbar sind.
In der Uranometria führte Bayer ein System zur Bezeichnung der Sterne mit griechischen und lateinischen Buchstaben ein, die noch heute verwendete Bayer-Bezeichnung.

## Geschichte
Bereits vor dem 17. Jahrhundert waren Versuche unternommen worden, Sternkarten zu zeichnen, jedoch waren diese aufgrund fehlender verlässlicher Daten ungenau.
Johann Bayer bediente sich mehrerer Quellen. Die älteste war der Almagest von Ptolemäus. Daneben besaß er Aufzeichnungen des dänischen Astronomen Tycho Brahe, der über Jahre hinweg genaue Sternpositionen am Nordhimmel bestimmt hatte. Brahes Sternkatalog wurde erst 1602 in Druckform herausgegeben, jedoch waren zuvor handschriftliche Exemplare in Umlauf, von denen Bayer offensichtlich eines besaß.
Daneben führte Bayer eigene Beobachtungen durch. Für den südlichen Sternhimmel bediente er sich der Aufzeichnungen des niederländischen Navigators Pieter Dirkszoon Keyser und Pedro de Medina.

## Die Erstausgabe
Das Werk erschien 1603 in Augsburg und war dem Rat der Stadt gewidmet. Dies brachte Bayer eine ansehnliche Anerkennung von 150 Gulden ein.

Der vollständige lateinische Titel lautete Uranometria: omnium asterismorum continens schemata, nova methodo delineata, aereis laminis expressa. (übersetzt etwa: „Uranometria: Enthält Karten aller Sternbilder, gezeichnet nach einer neuartigen Methode, in Kupferplatten graviert“). Dabei bedeutet „Uranometria“ so viel wie „Himmelsvermessung“. Der Begriff bezieht sich auf Urania, die Muse der Astronomie bzw. das griechische Wort uranos (οὐρανός) als Bezeichnung für den Himmel und das griechische Metrik für Vermessung.
Der Kupfertitel zeigt ein architektonisches Motiv mit dem vollständigen Titel in der Mitte. Links und rechts davon befinden sich zwei Statuen des Atlas und des Herkules. Die jeweiligen Unterschriften lauten Atlanti vetustiss. astronom. magistro („Atlas, dem ältesten Lehrer der Astronomie“) und Herculi vetustiss. astronom. discipulo („Herkules, dem ältesten Schüler der Astronomie“). Darüber sind Figuren des Apollo, der Diana und der Ewigkeit (eine weibliche Gestalt mit einer Krone aus Sternen) abgebildet. Unter dem Titel befinden sich ein Steinbock und eine Ansicht von Augsburg.
Die Uranometria enthält 51 Sternkarten. Die ersten 48 Seiten stellen die klassischen Sternbilder dar, die von Ptolemäus erwähnt werden. Die 49. zeigt den Himmel der südlichsten Breiten mit den zwölf neuen Sternbildern. Die letzten beiden Seiten sind Planisphären des Nord- und Südhimmels mit dem Titel Synopsis coeli superioris borea und Synopsis coeli inferioris austrina (etwa: „Überblick über den nördlichen und südlichen Himmel“). Jede Sternkarte enthält ein Gradnetz zur Bestimmung der Sternpositionen.

## Die Sternbilder nach Bayer

### Übersicht
Von Keyser übernahm Bayer – zusätzlich zu den 48 ptolemäischen Sternbildern – zwölf neue Sternbilder des Südhimmels: Paradiesvogel, Tukan, Kranich, Phönix, Schwertfisch (ursprünglich Goldfisch), Fliegender Fisch, Kleine Wasserschlange, Chamäleon, Fliege, Südliches Dreieck, Indus und Pfau. Diese Sternbilder waren, teils unter anderem Namen, 1598 erstmals auf einem Himmelsglobus von Petrus Plancius erschienen.
Sämtliche Sternbilder ließ Bayer mit fantasievollen Darstellungen der mythologischen Gestalten und Tiere ausschmücken. Die Kupferstiche führte Alexander Mair aus. Als Vorbild dienten ihm offensichtlich Bilder des Niederländers Jacob de Gheyn, die 1600 in dem Werk Syntagma Arateorum in Leiden erschienen waren. Dessen Vorbild war wiederum der Augsburger Drucker Erhard Ratdolt. Eigenartigerweise – und entgegen den traditionellen Überlieferungen – sind die Gestalten meist mit dem Rücken zum Betrachter dargestellt, was in der Folgezeit häufig zu Verwirrungen führte, wenn z. B. vom rechten oder linken Schulterstern des Orion die Rede war. 1575 war jedoch in Rom der antike Atlas Farnese gefunden worden, der die Sternbilder genau so, mit dem Rücken zum Betrachter, zeigt. Allerdings ist die Darstellung der Sternbilder auf dem Atlas Farnese in der damals üblichen Sicht „von außen“, das heißt, es ergibt sich eben kein Widerspruch zwischen diesem Himmelsglobus und den überlieferten Darstellungen, wenn man von rechts und links relativ zur Sternbildfigur spricht.
Der Name Uranometria, ergänzt durch eine astronomische Epoche, bezeichnet heute einen bei Amateurastronomen benutzten gedruckten Sternenatlas.

## Galerie

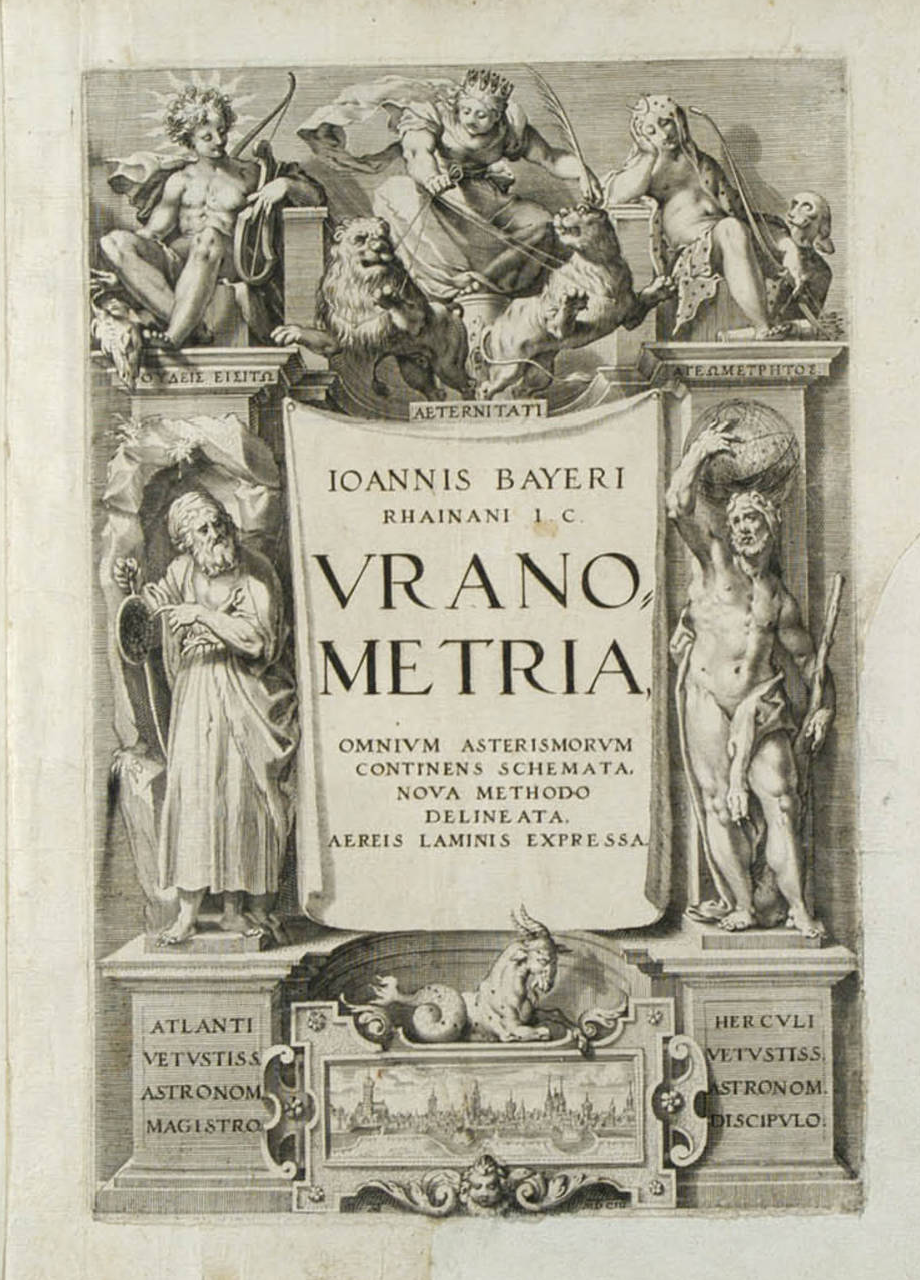
Titelseite
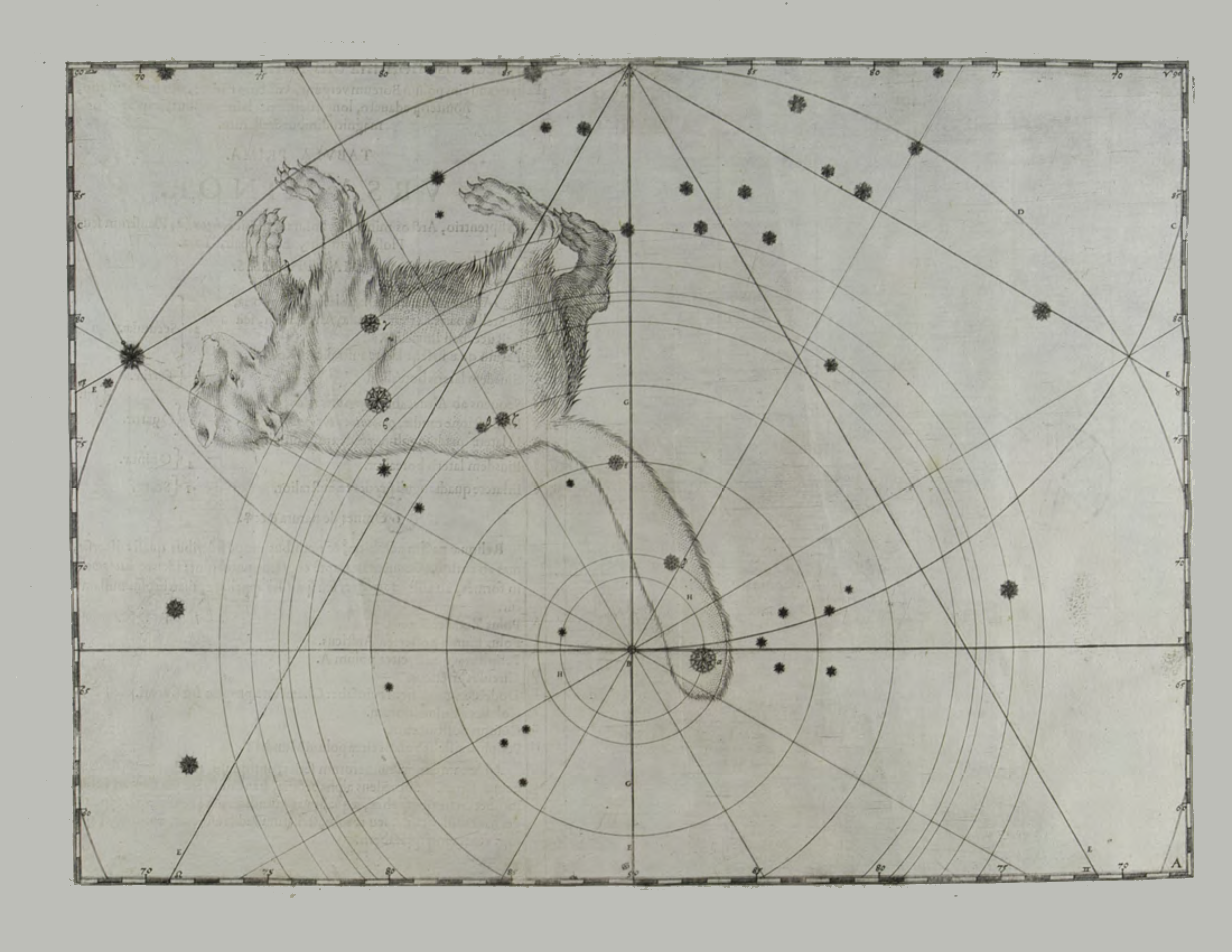
1. Kleiner Bär
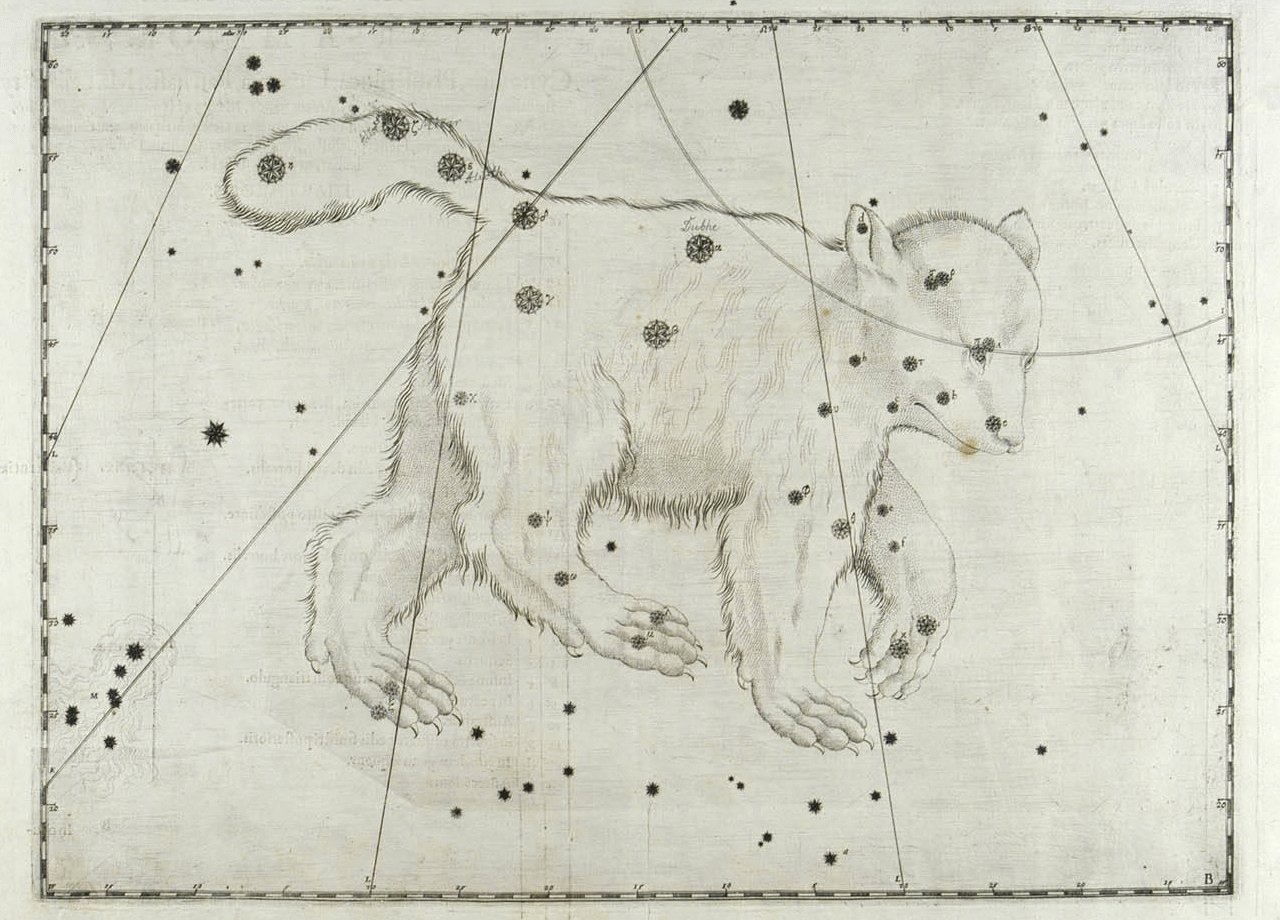
2. Großer Bär
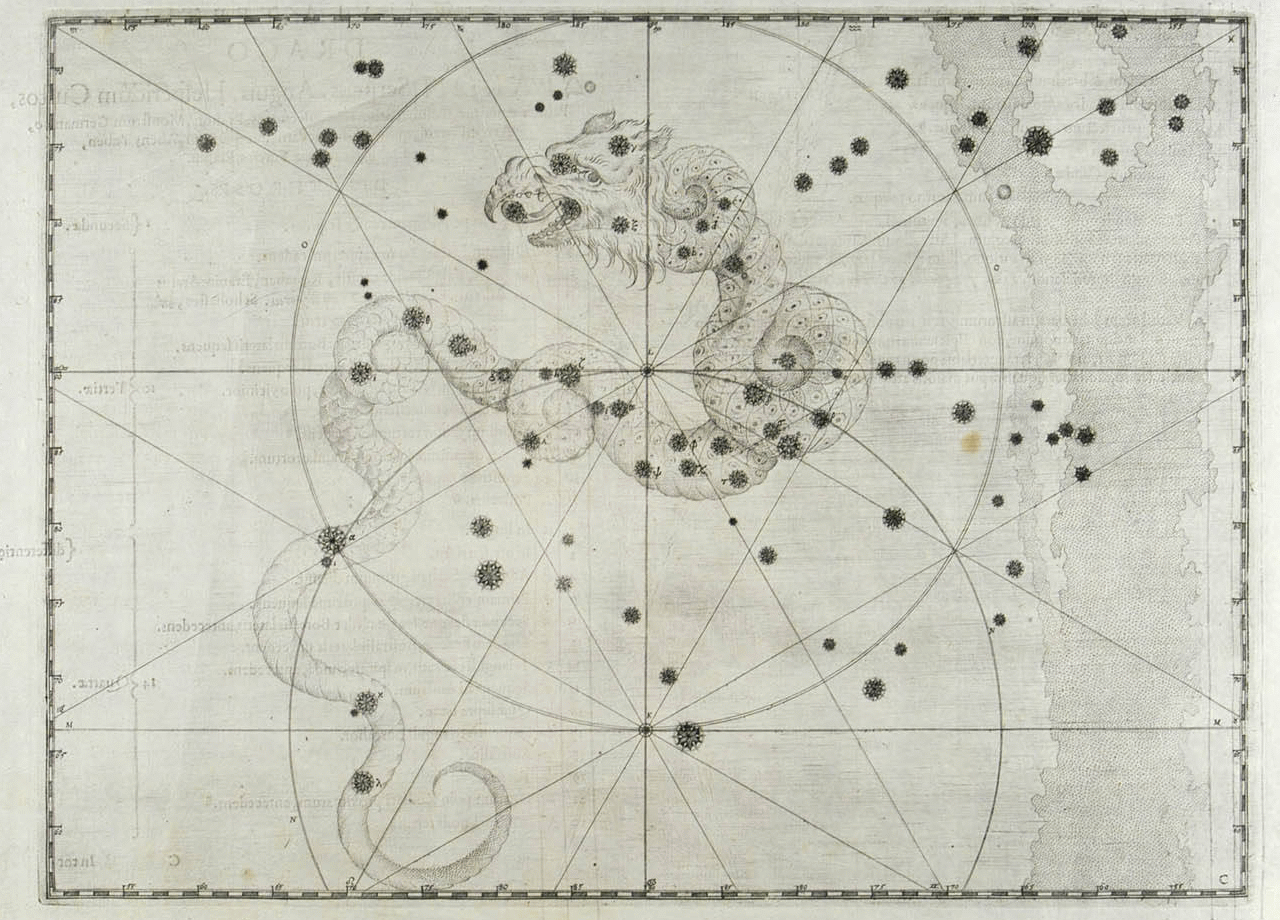
3. Drache
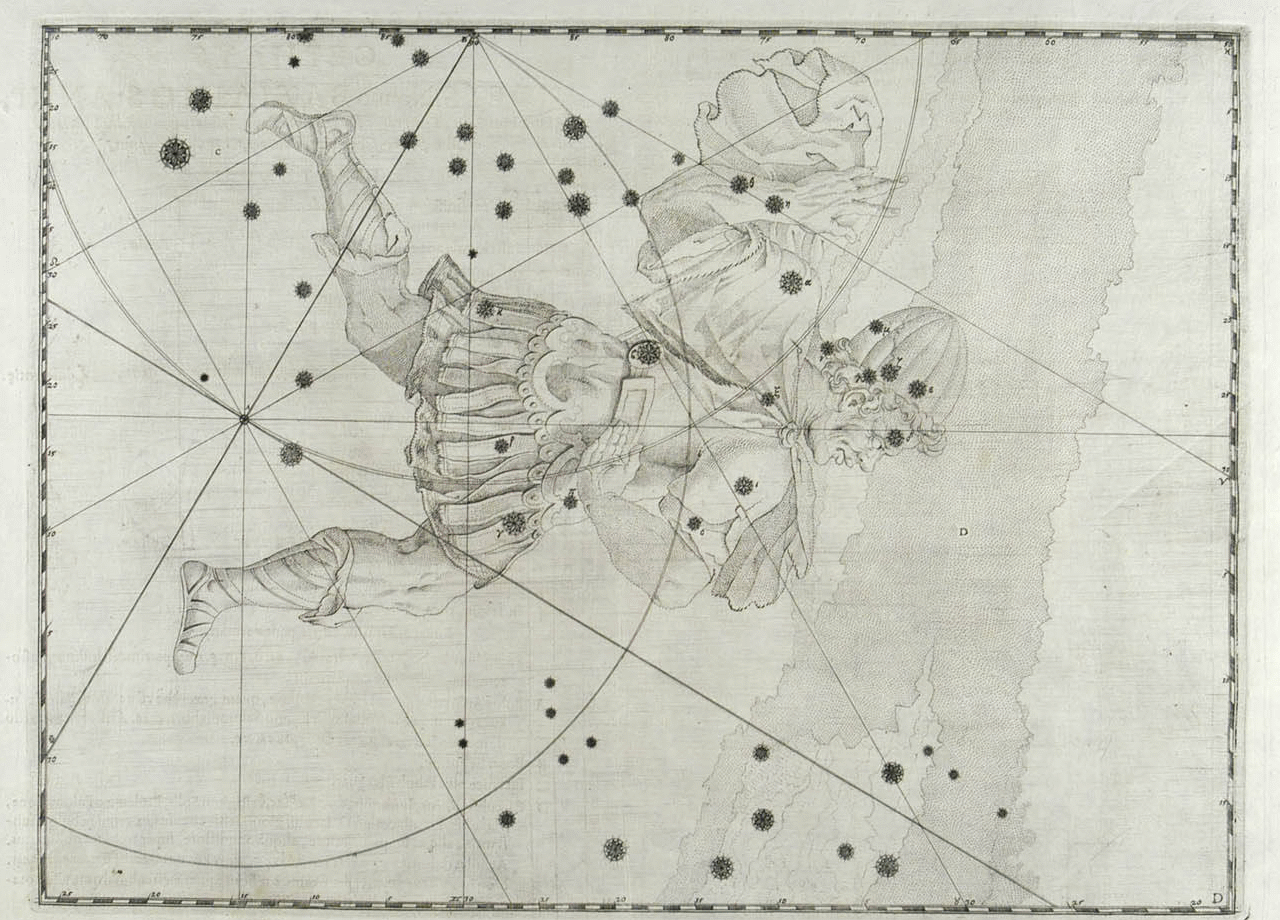
4. Kepheus
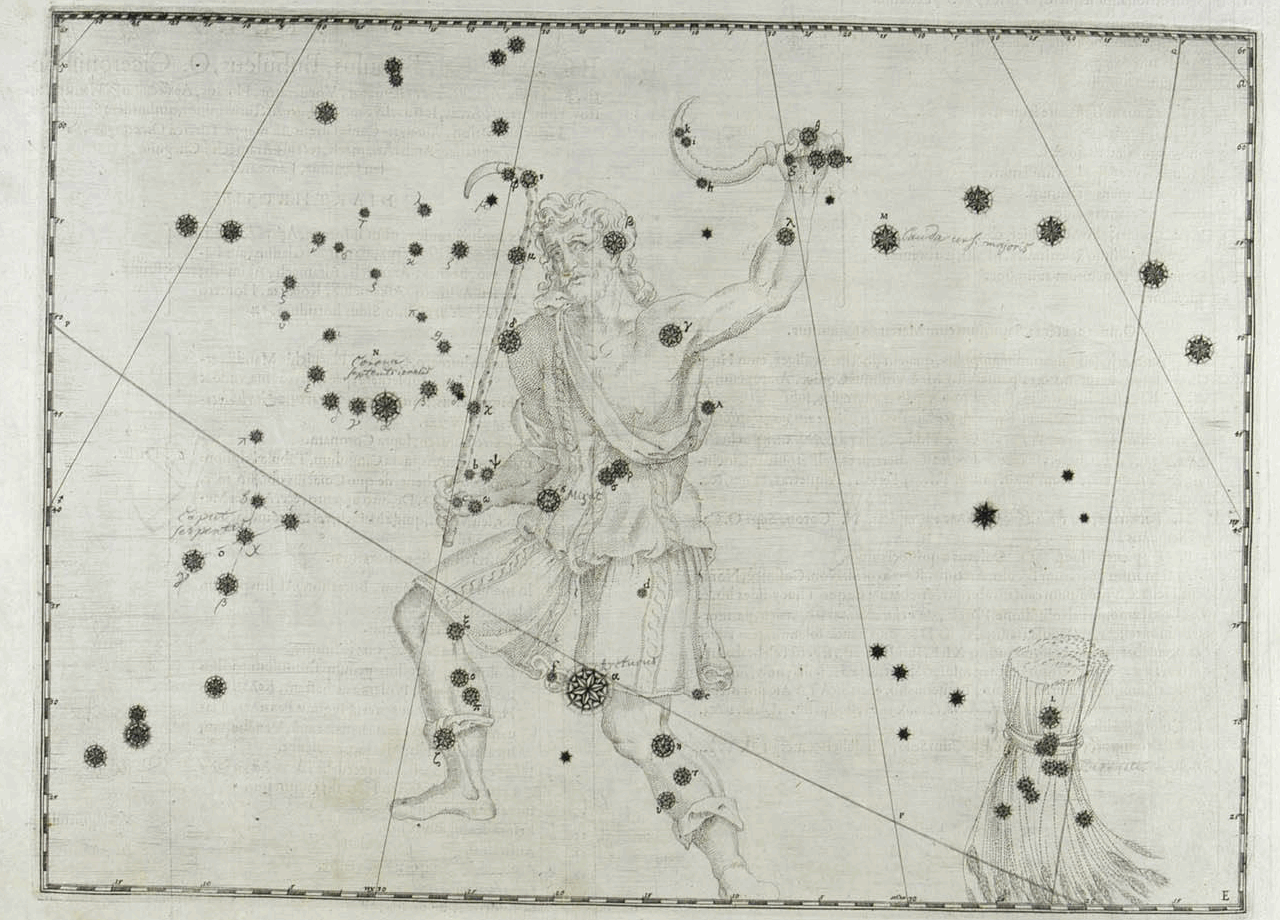
5. Bärenhüter
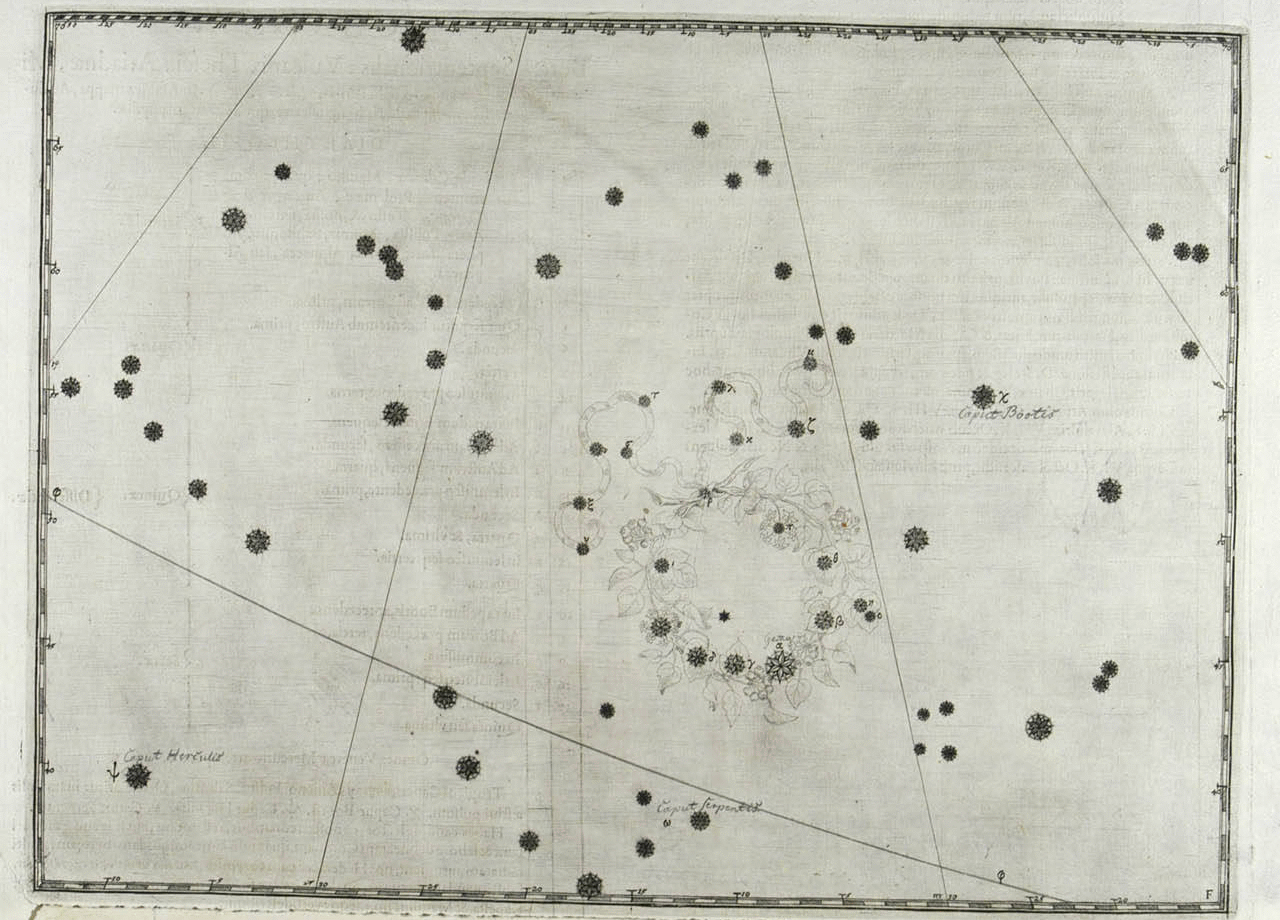
6. Nördliche Krone
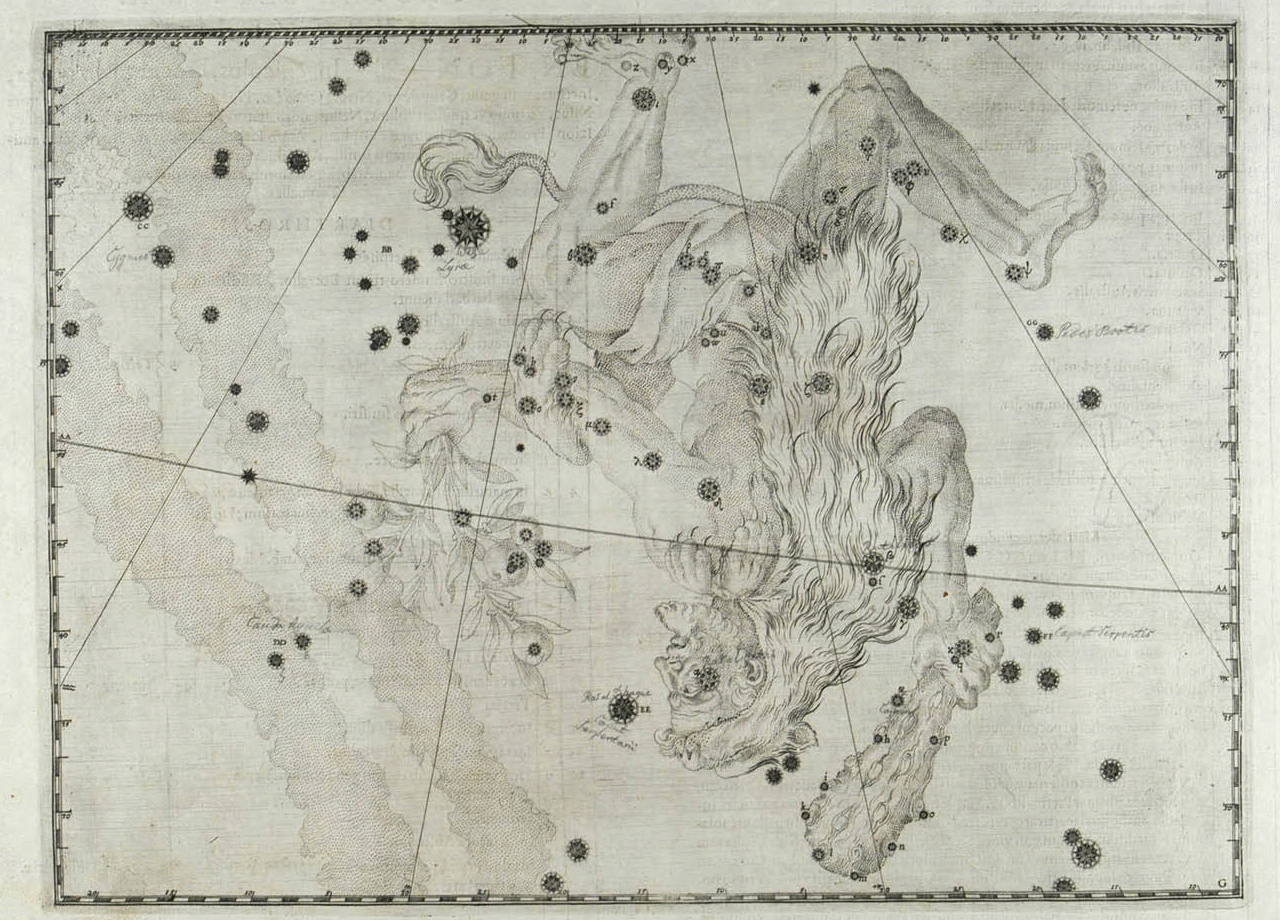
7. Herkules
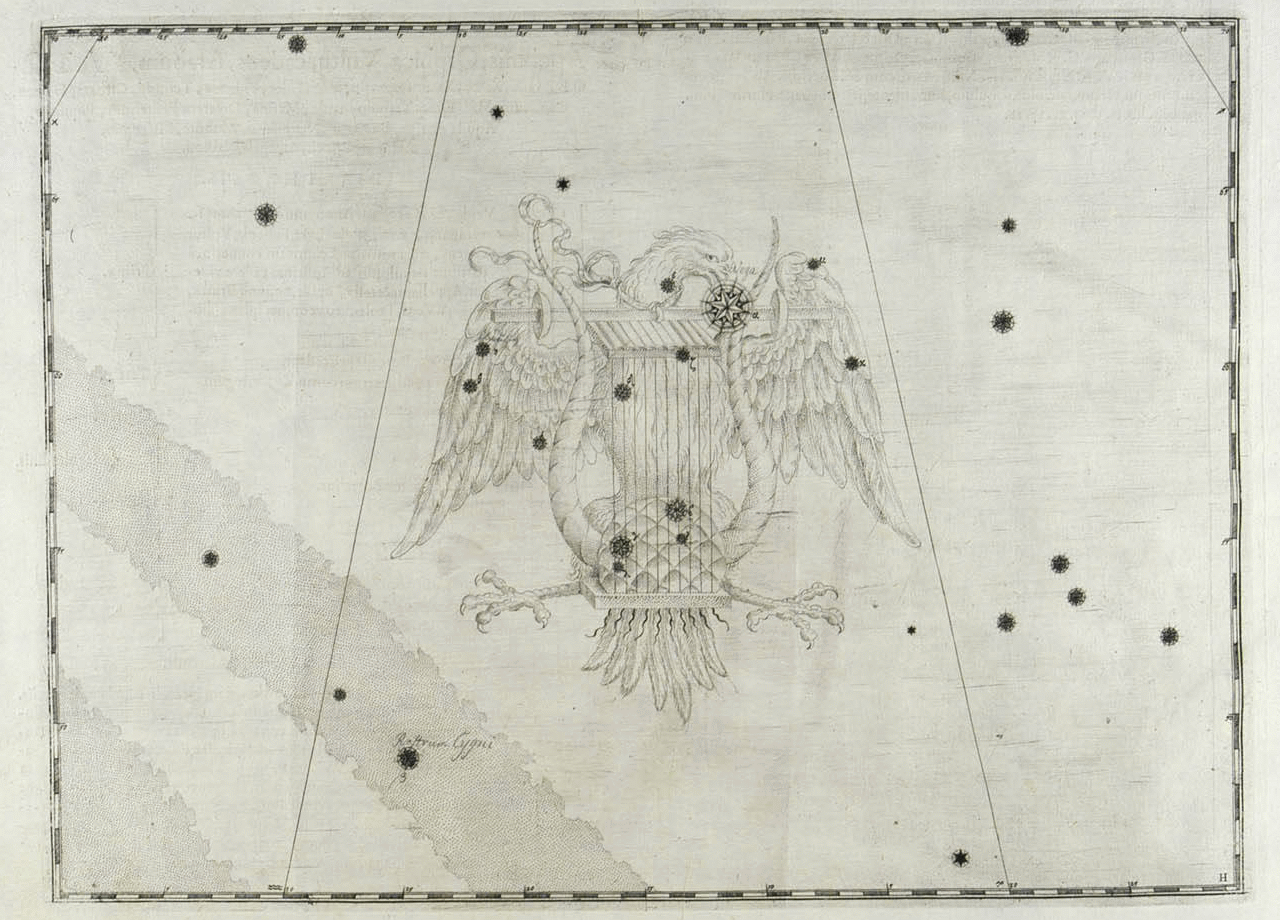
8. Leier
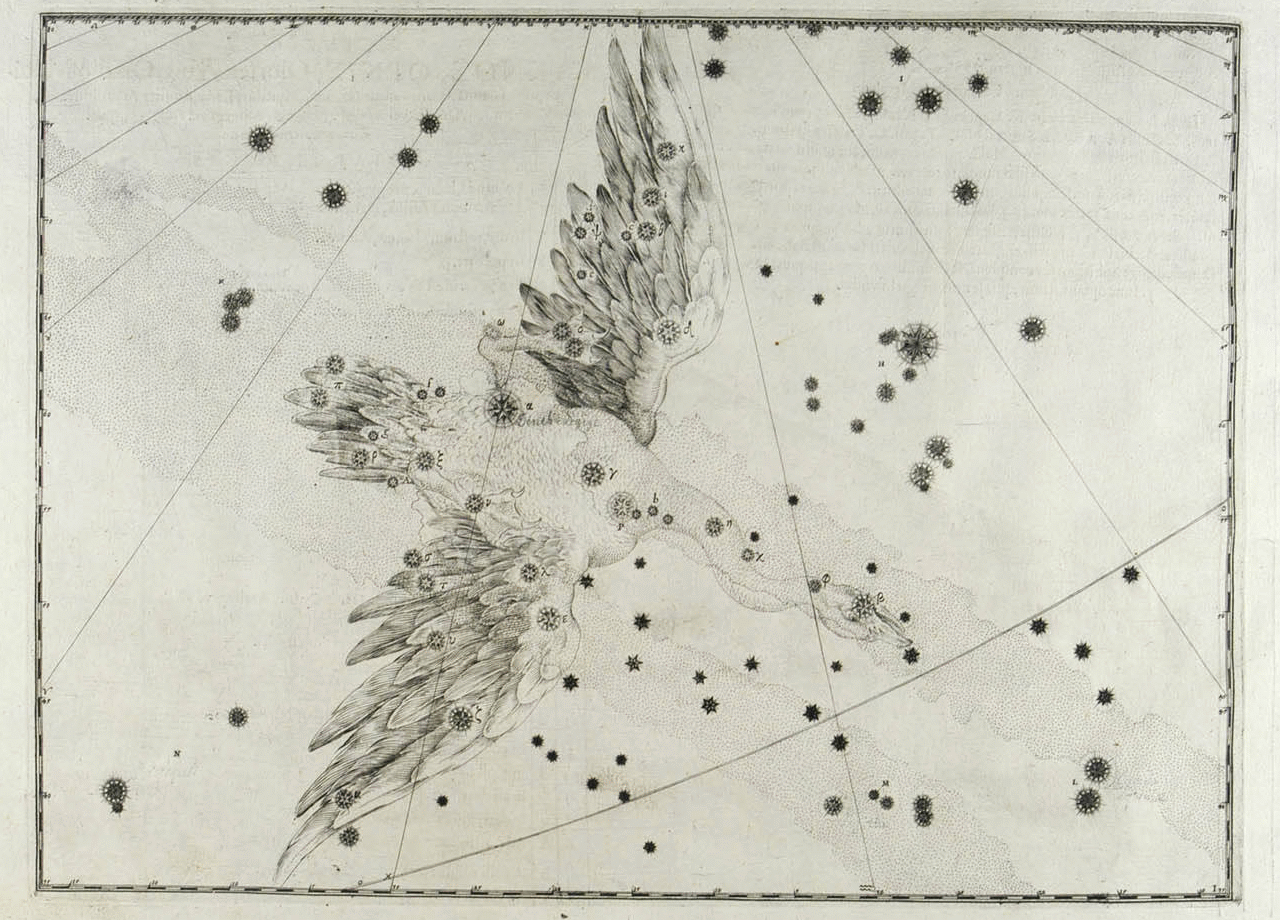
9. Schwan
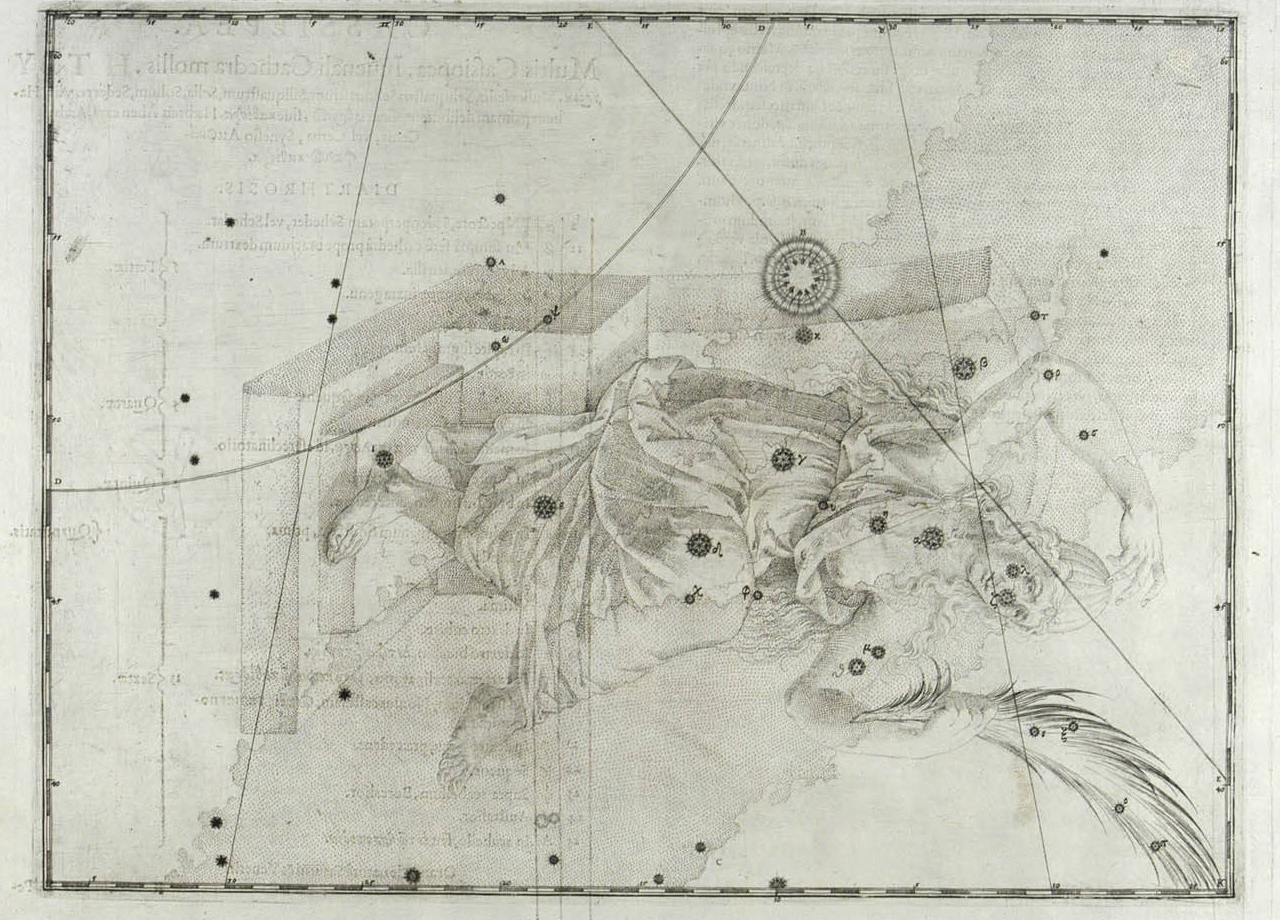
10. Kassiopeia
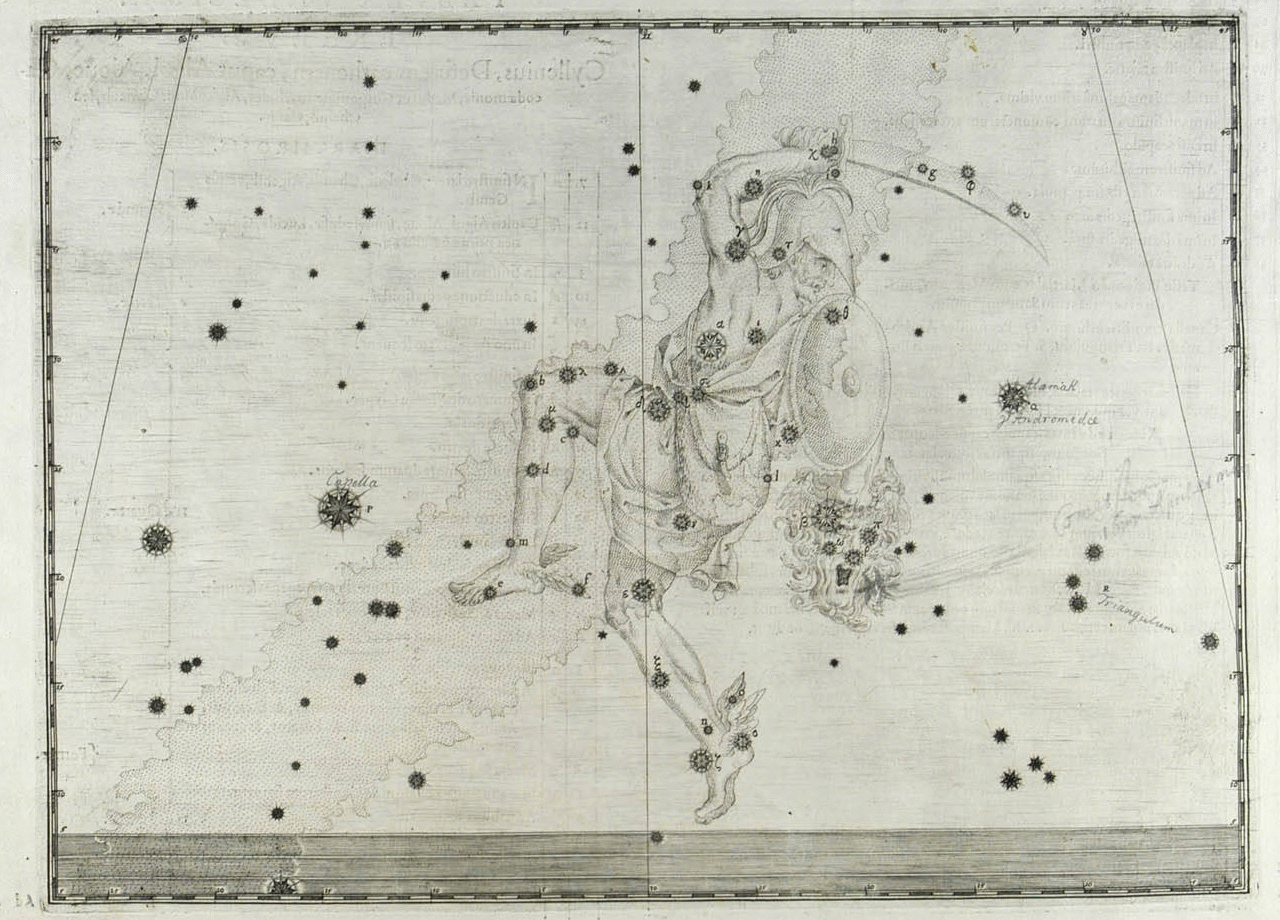
11. Perseus
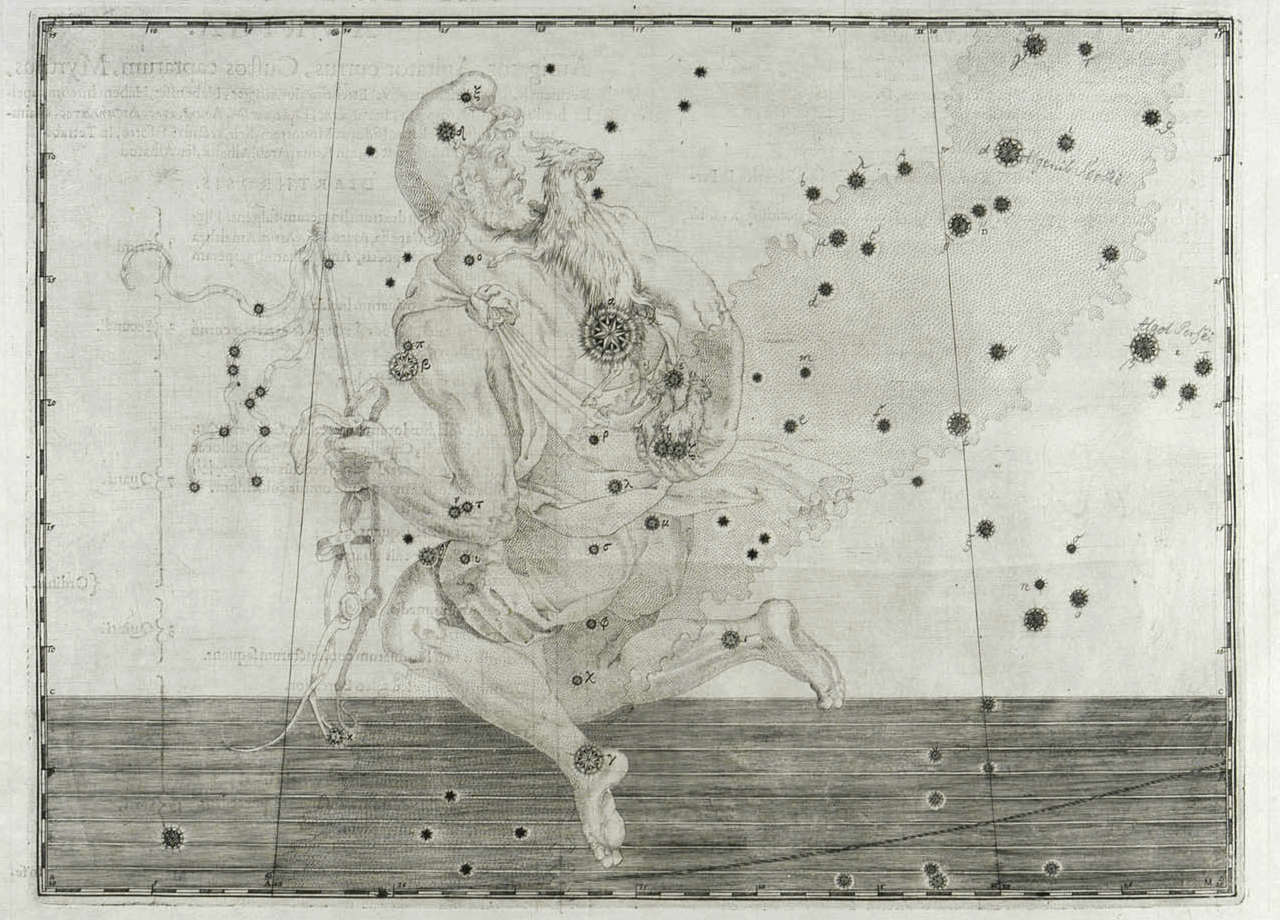
12. Fuhrmann
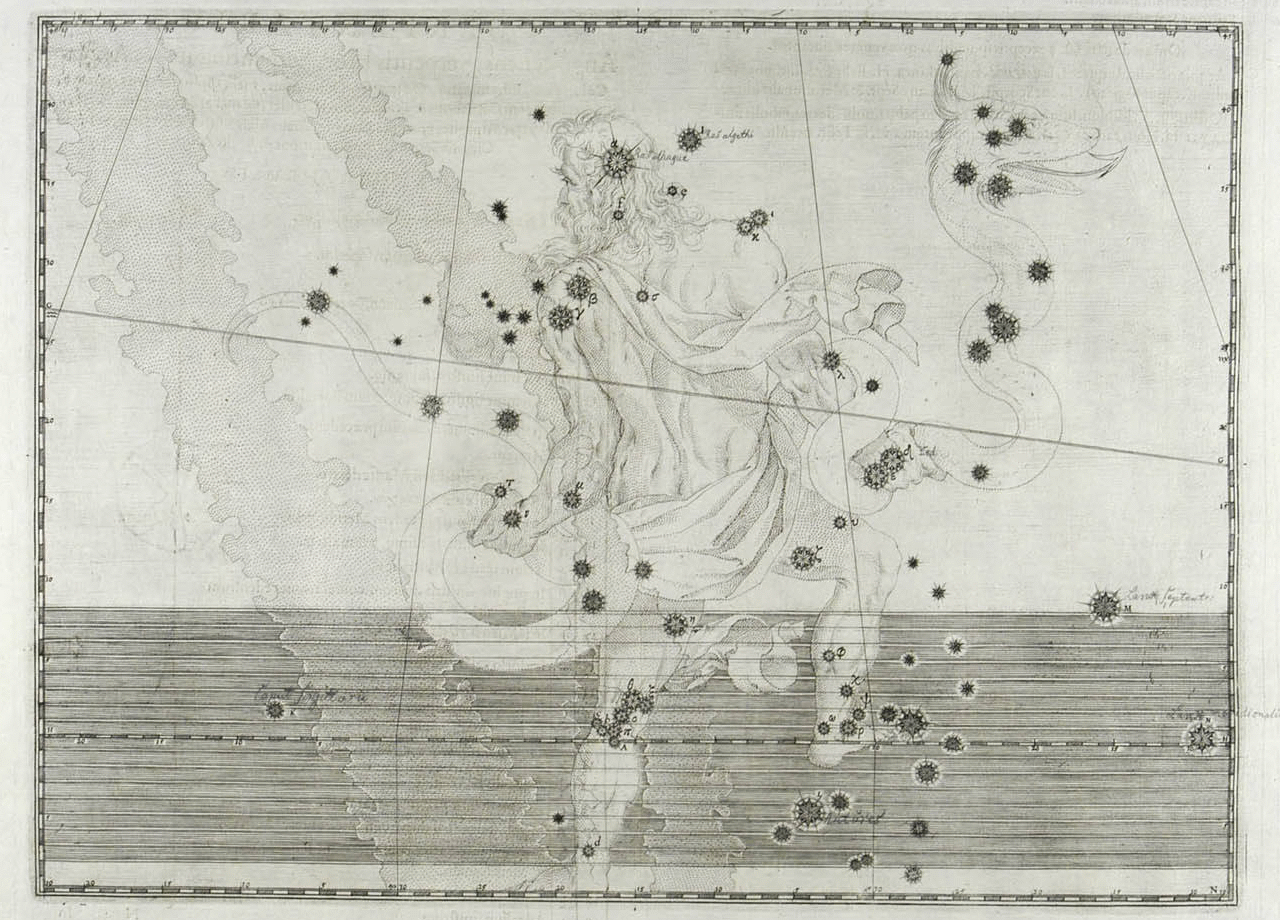
13. Schlangenträger
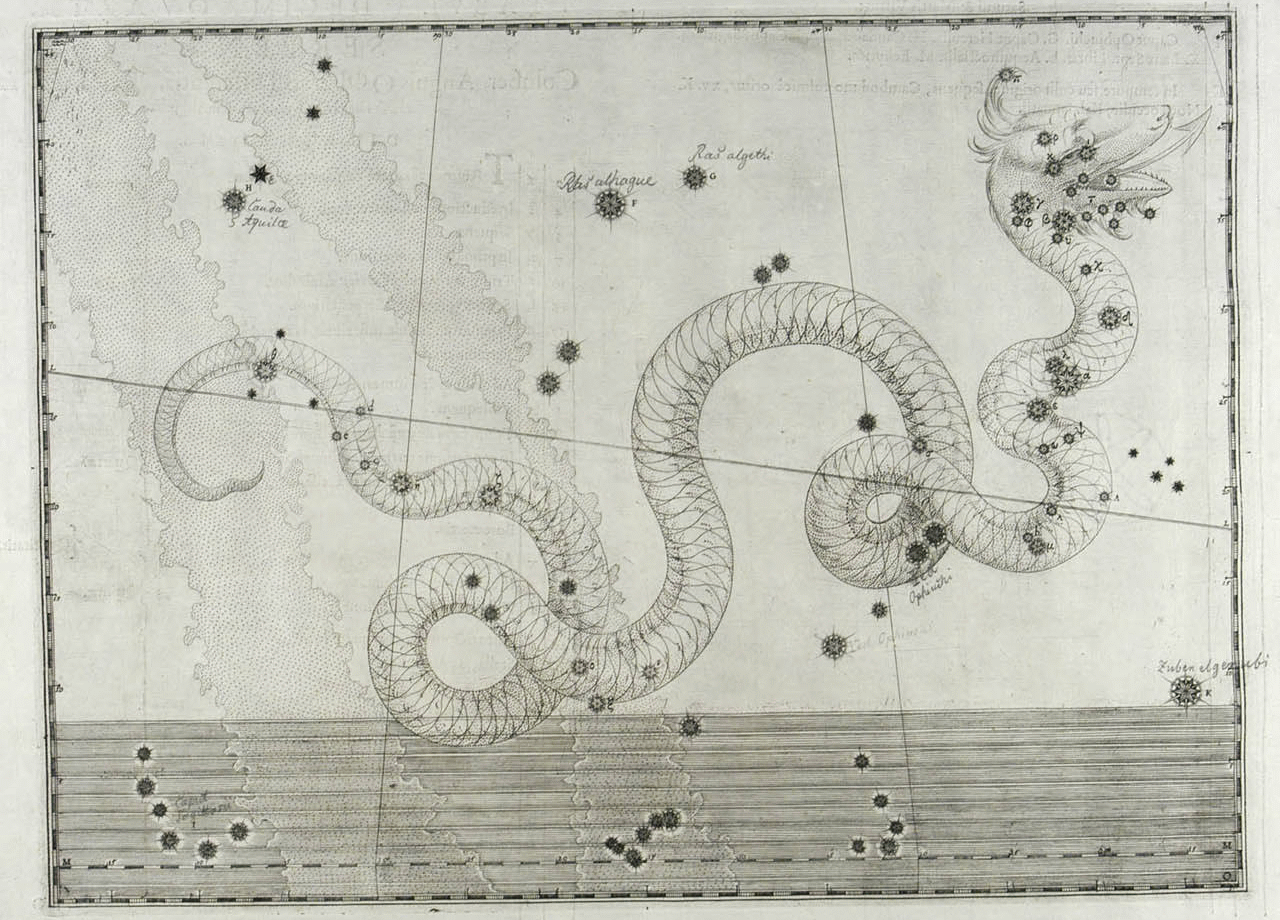
14. Schlange
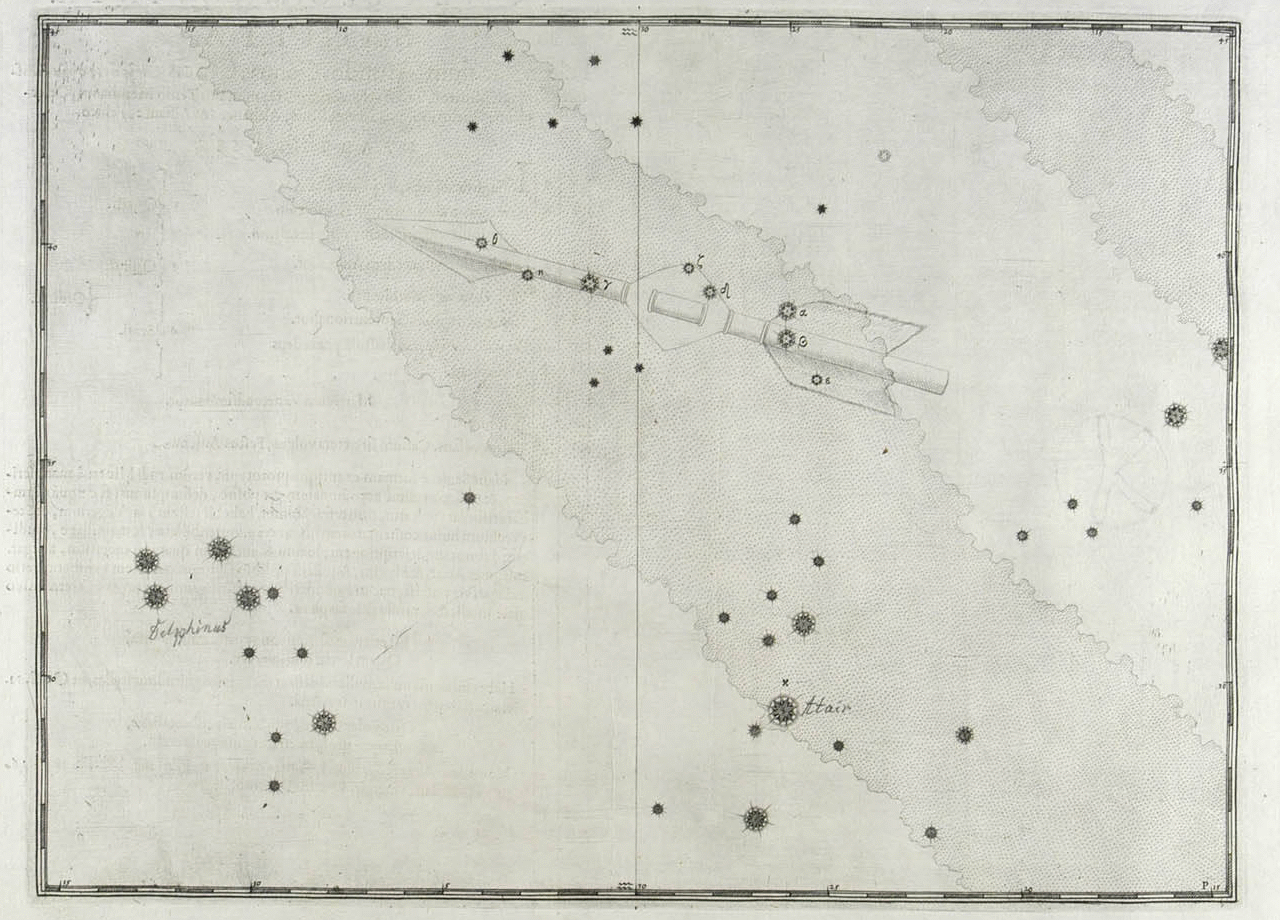
15. Pfeil
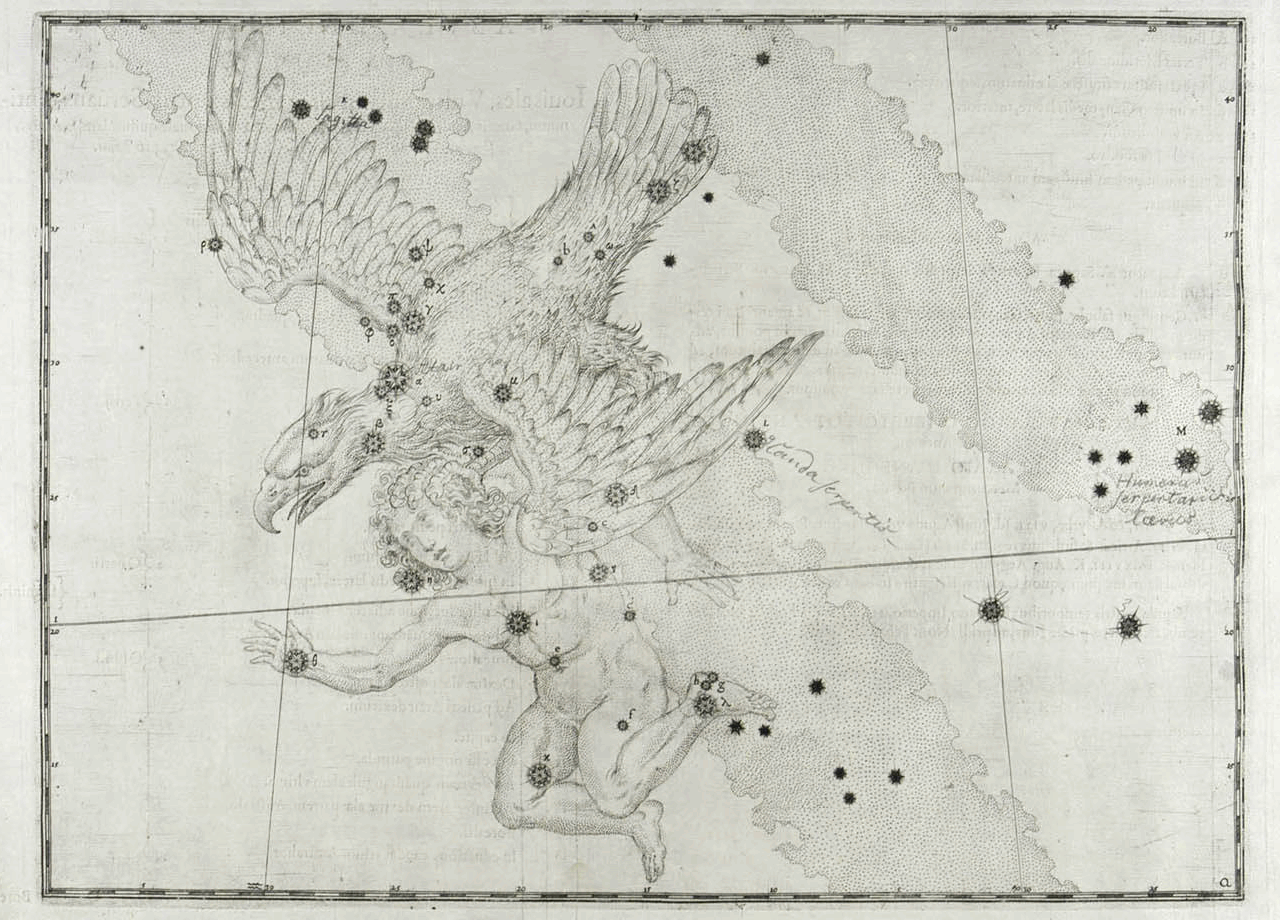
16. Adler
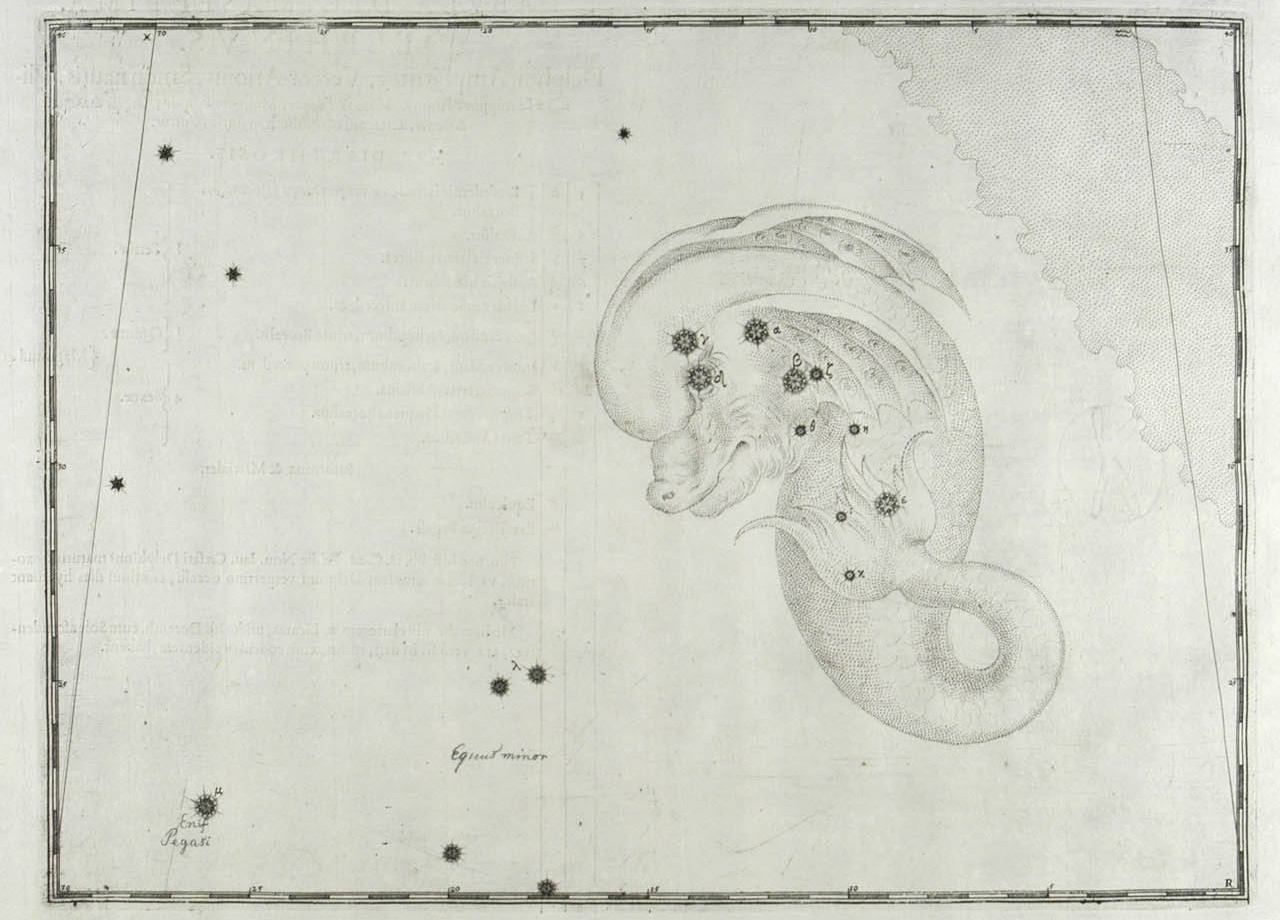
17. Delphin
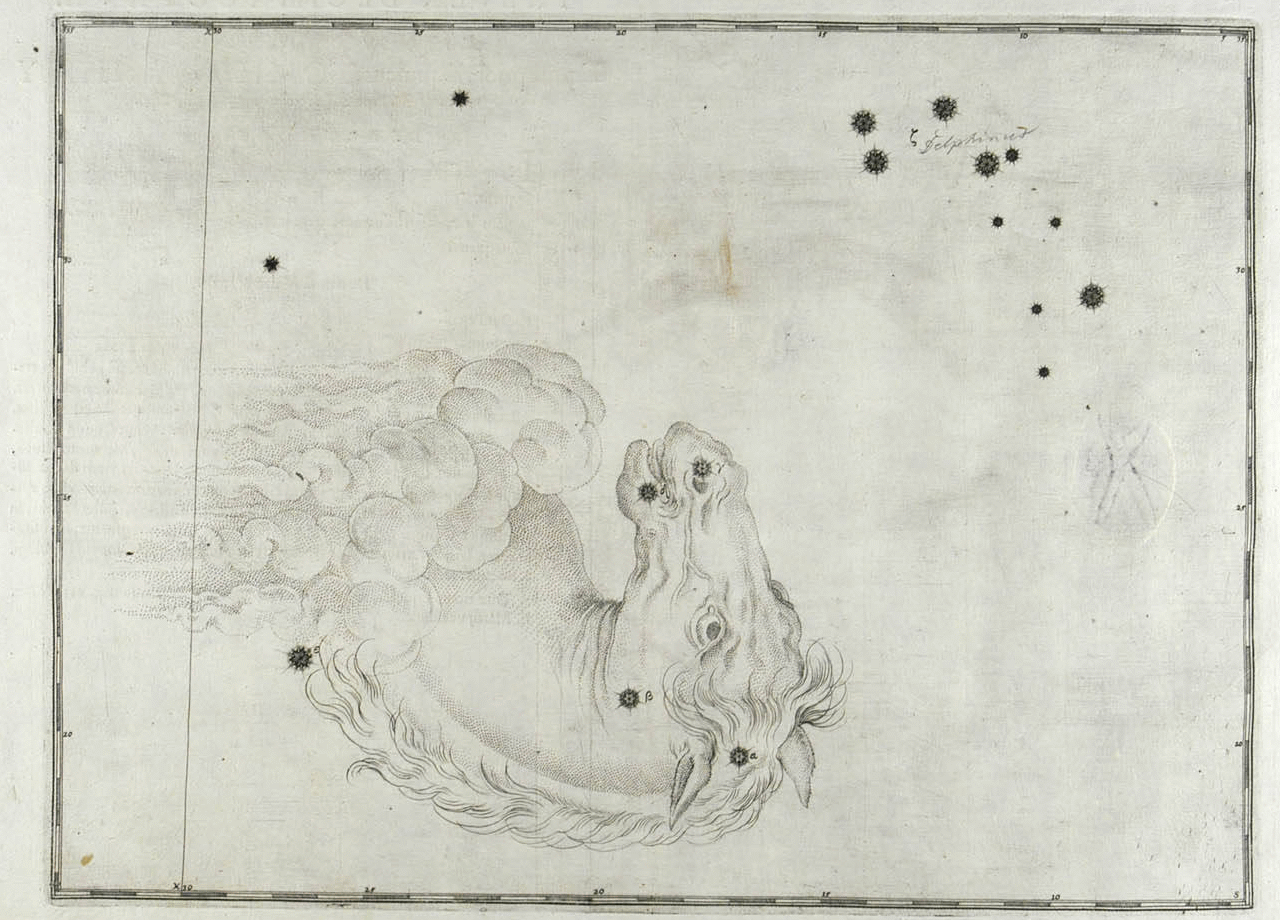
18. Füllen
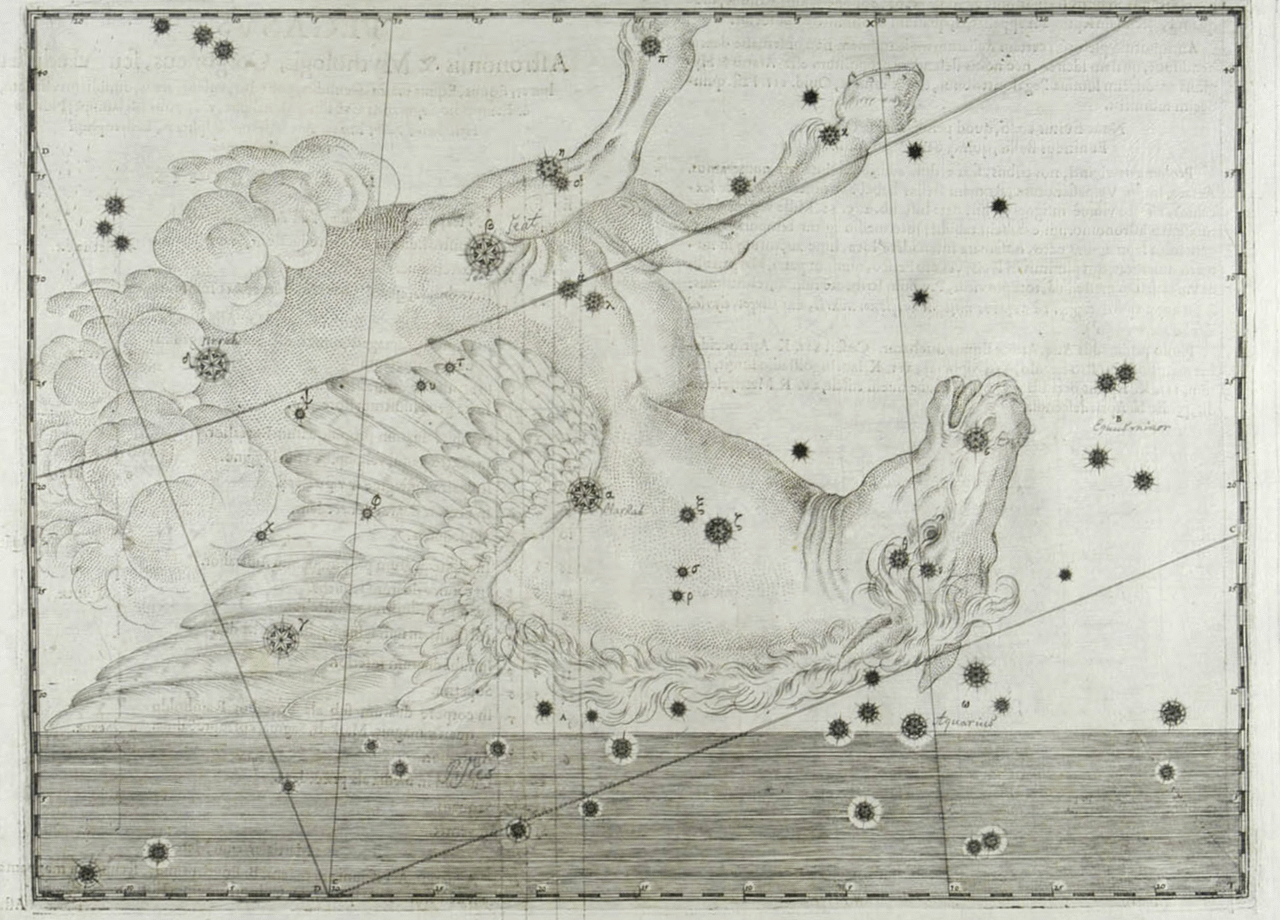
19. Pegasus
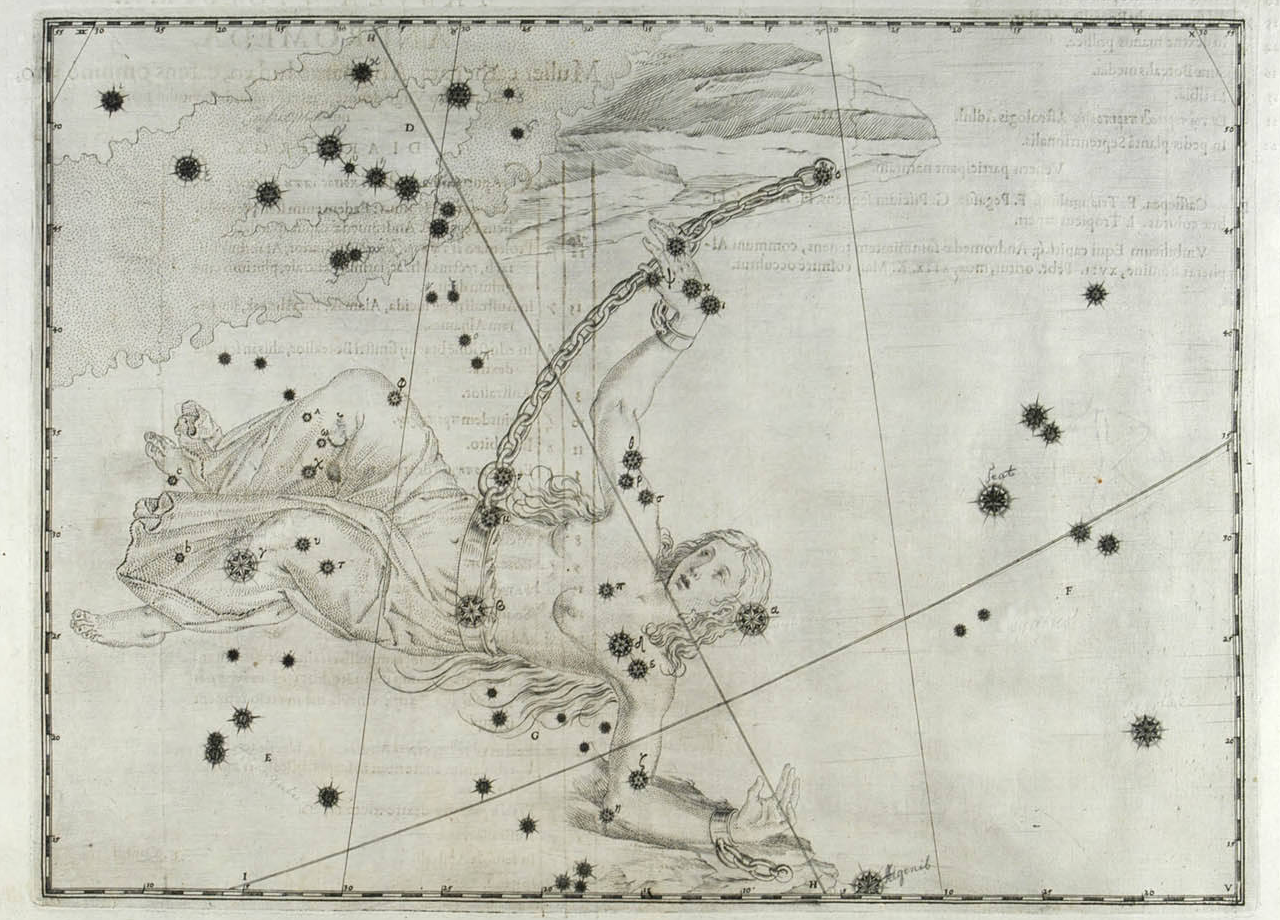
20. Andromeda
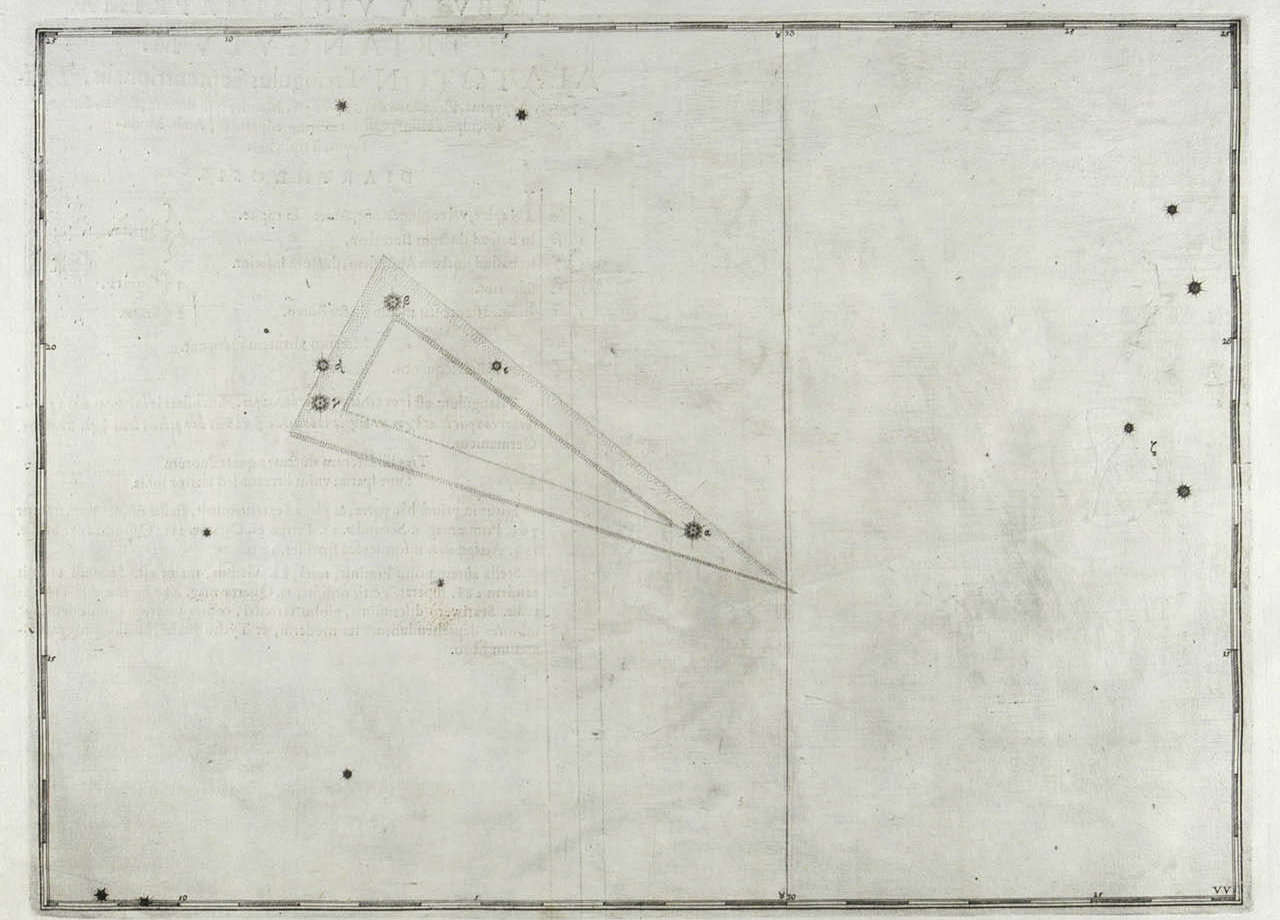
21. Dreieck
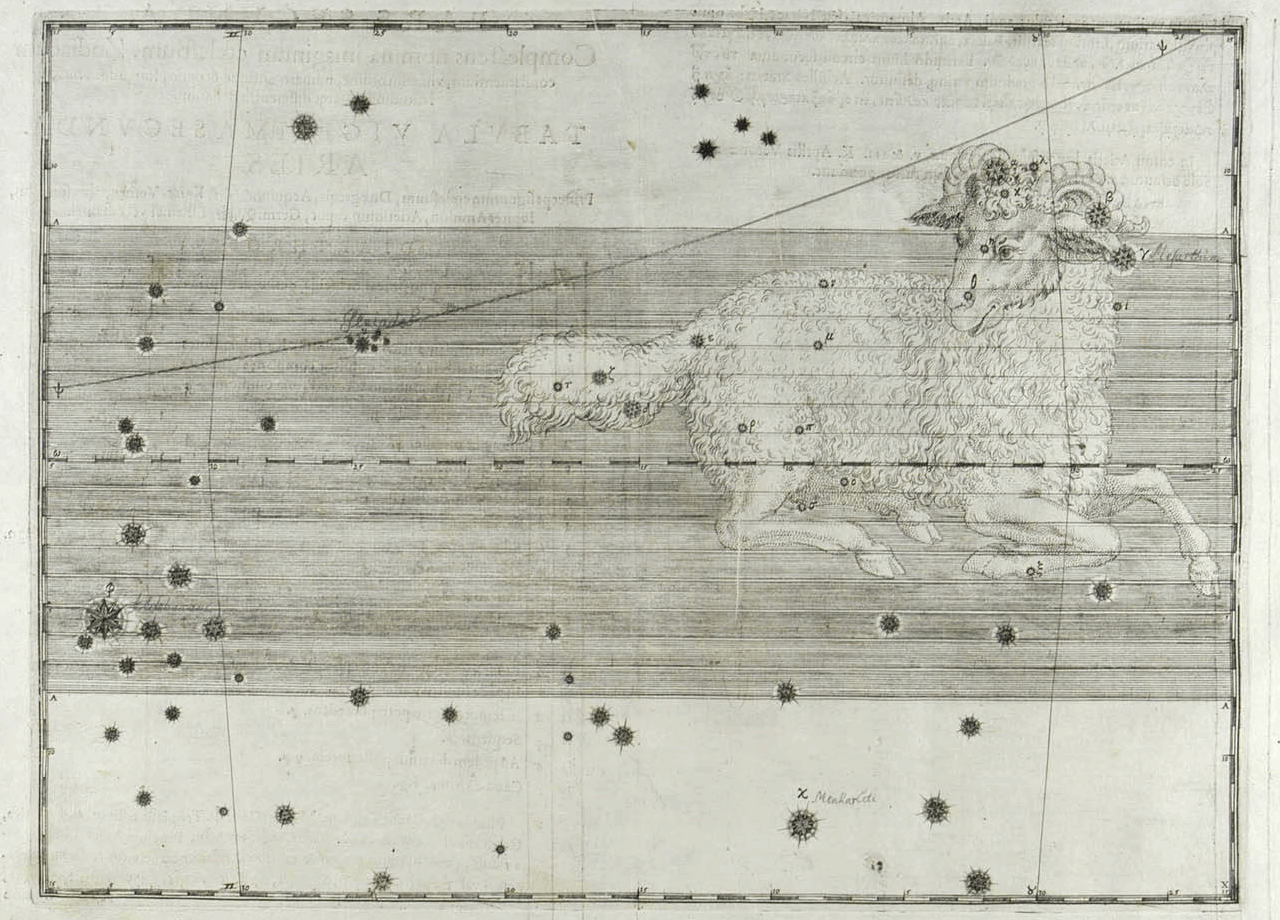
22. Widder
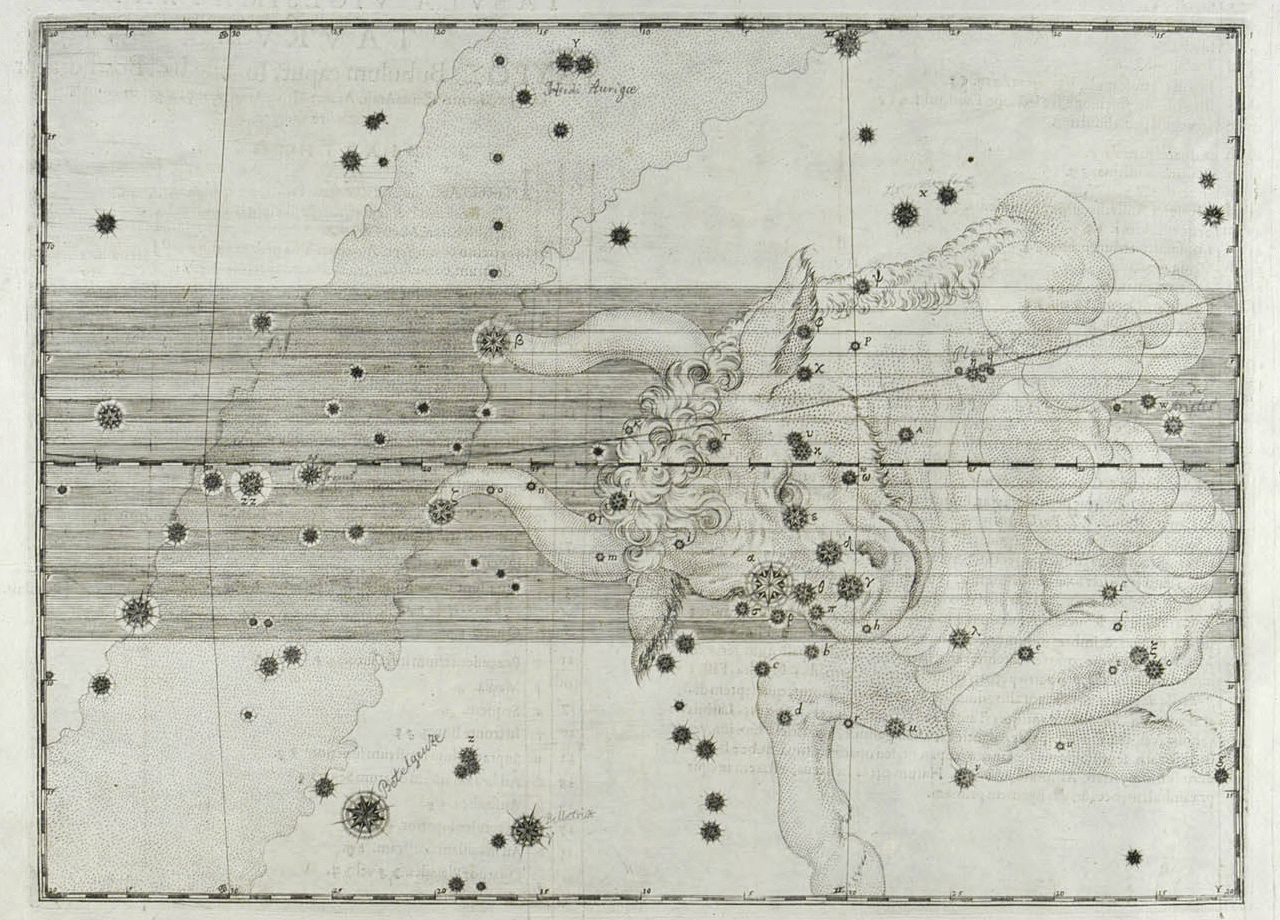
23. Stier
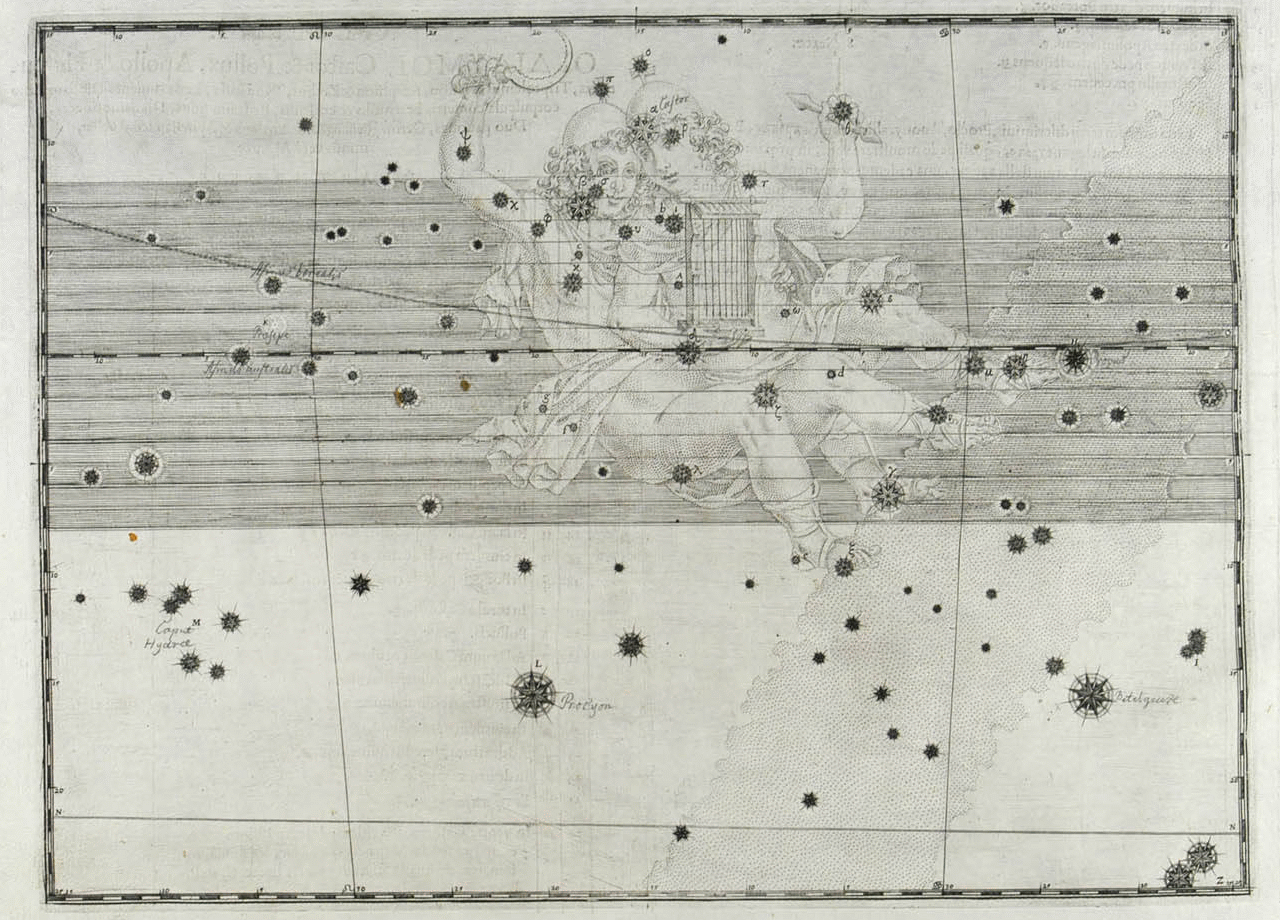
24. Zwillinge
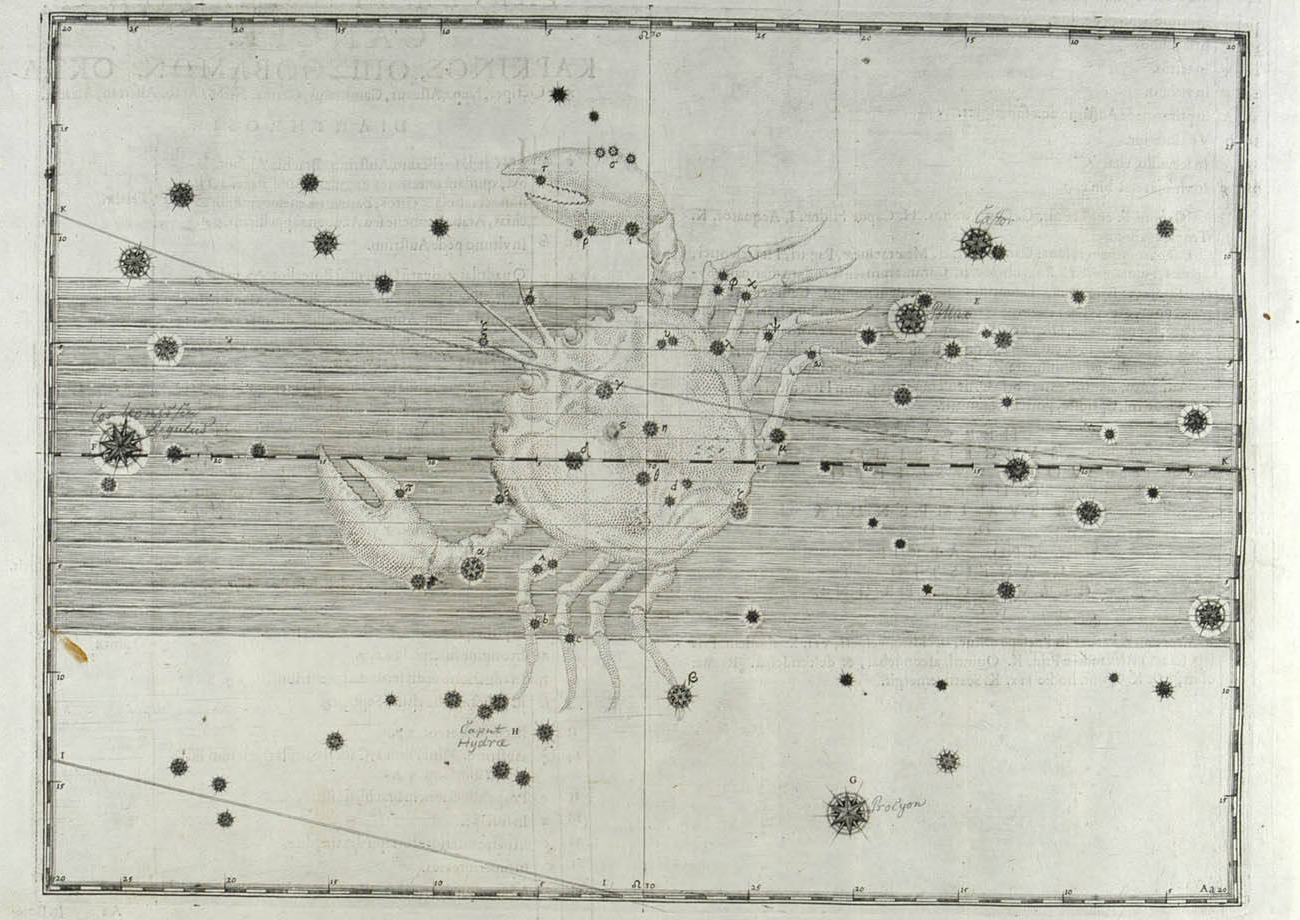
25. Krebs
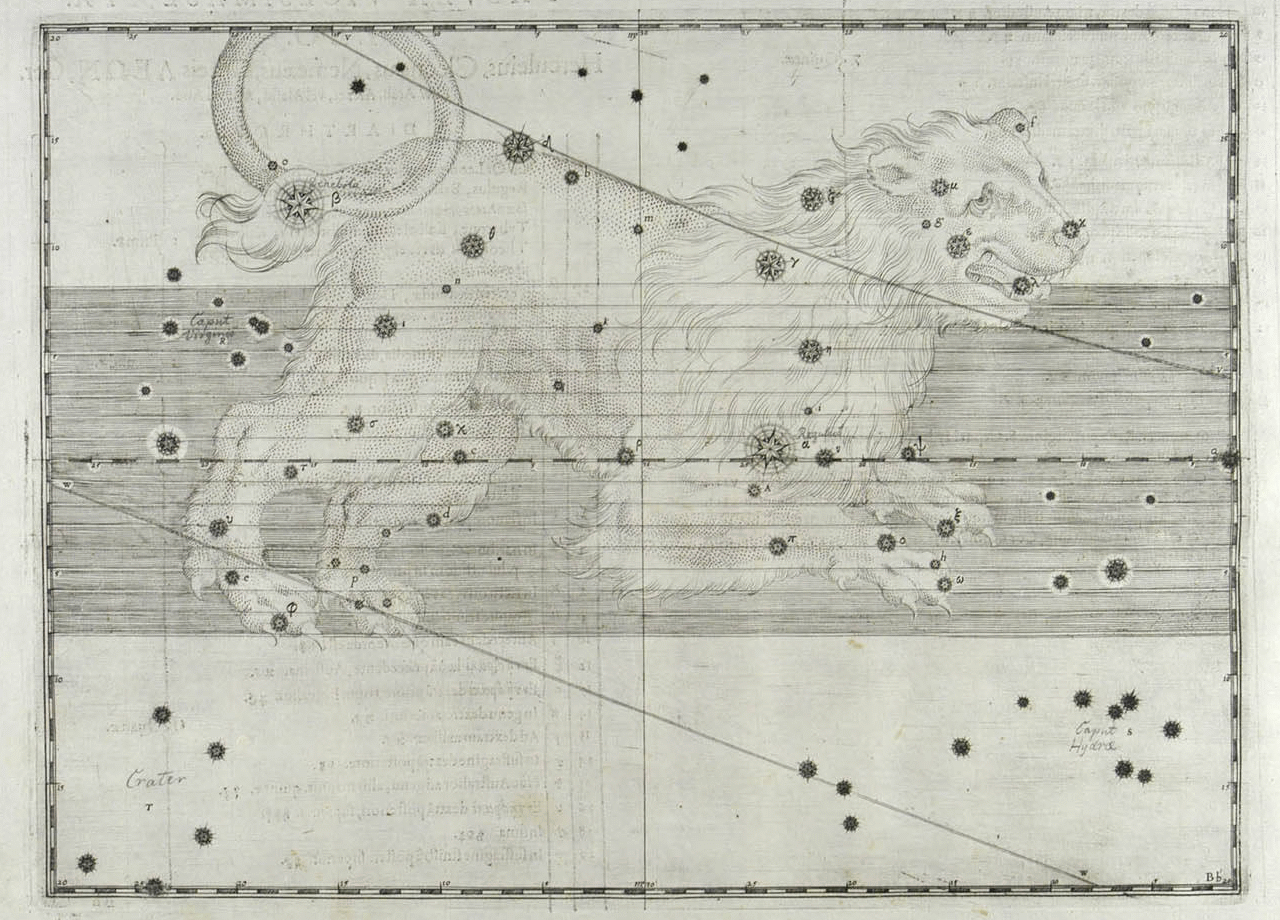
26. Löwe
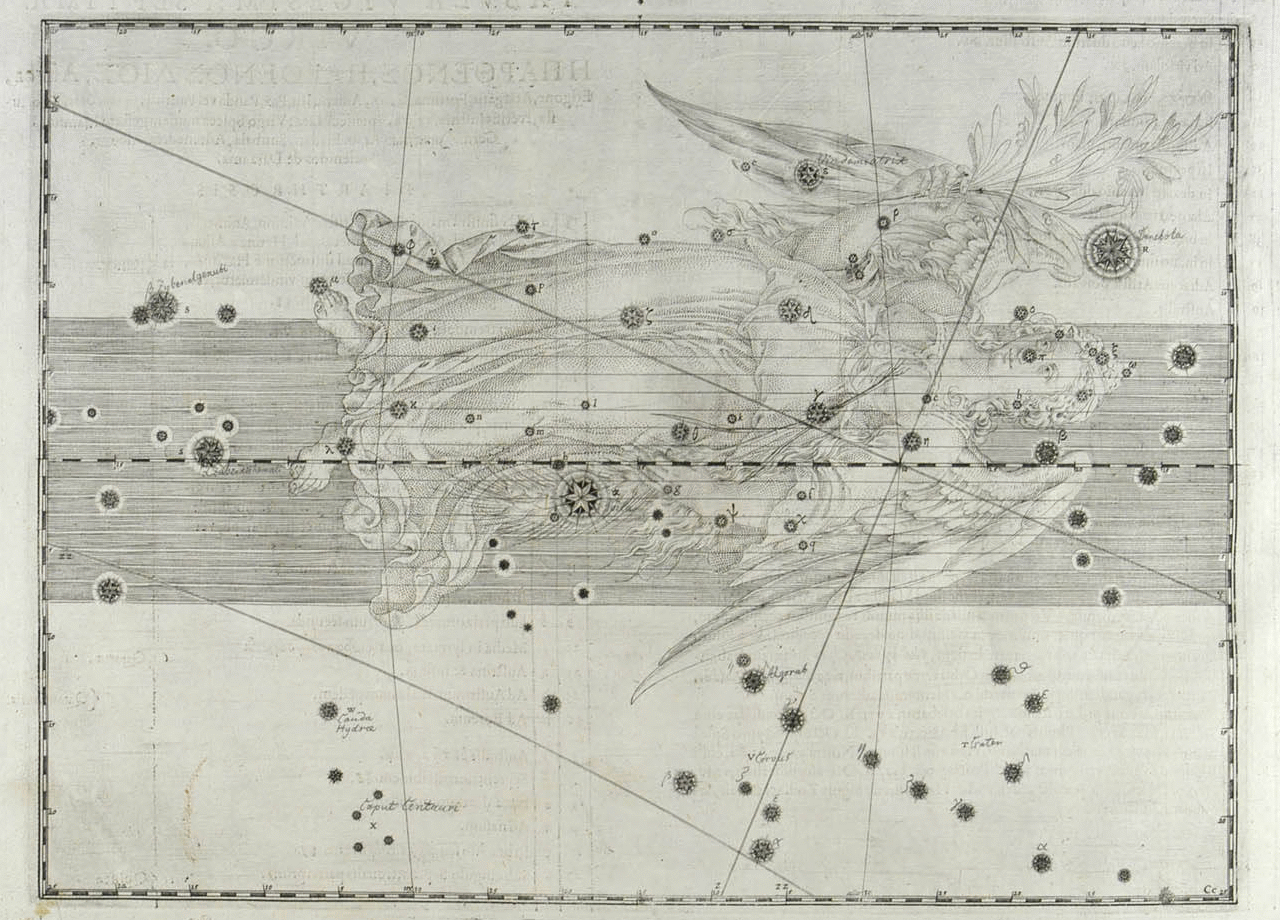
27. Jungfrau
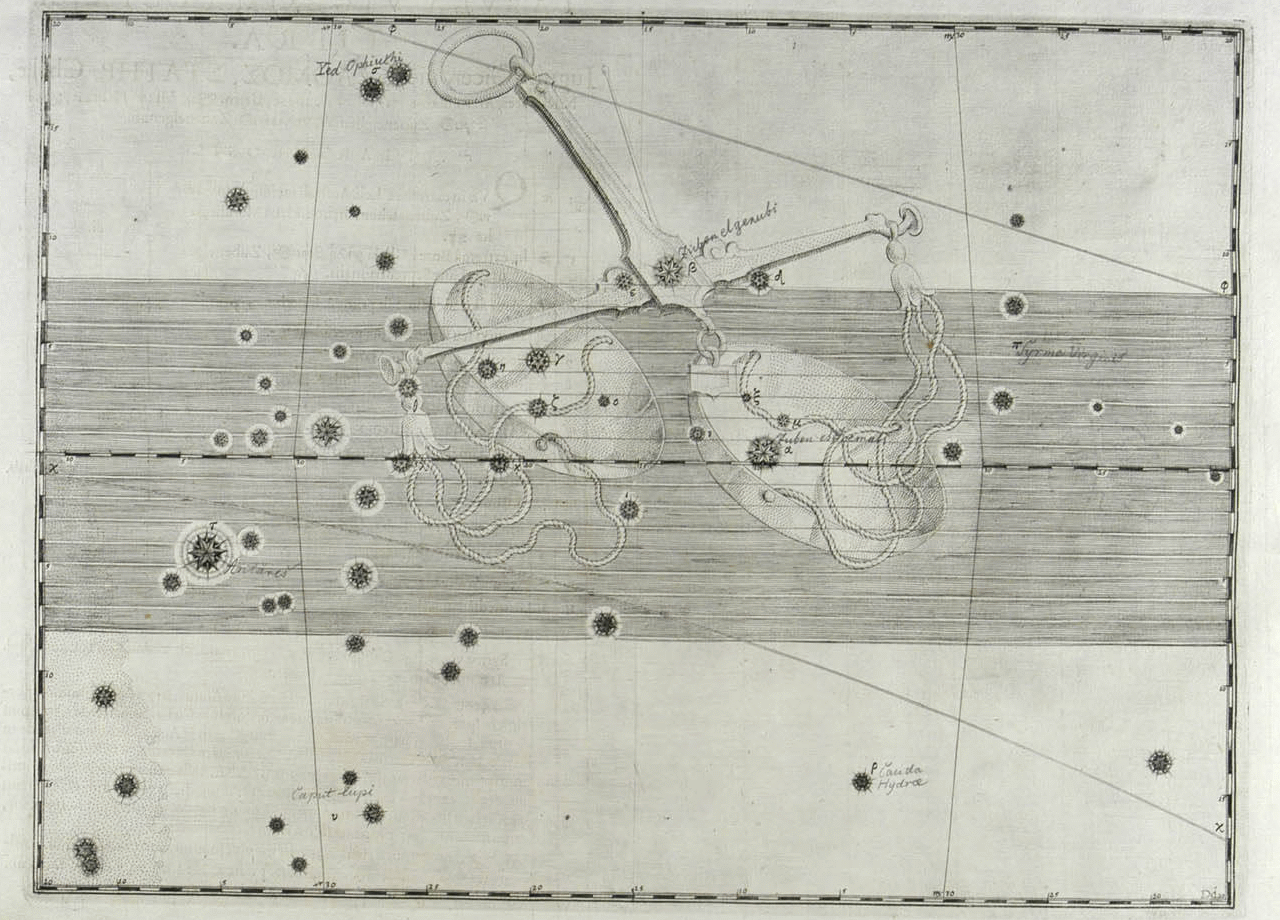
28. Waage
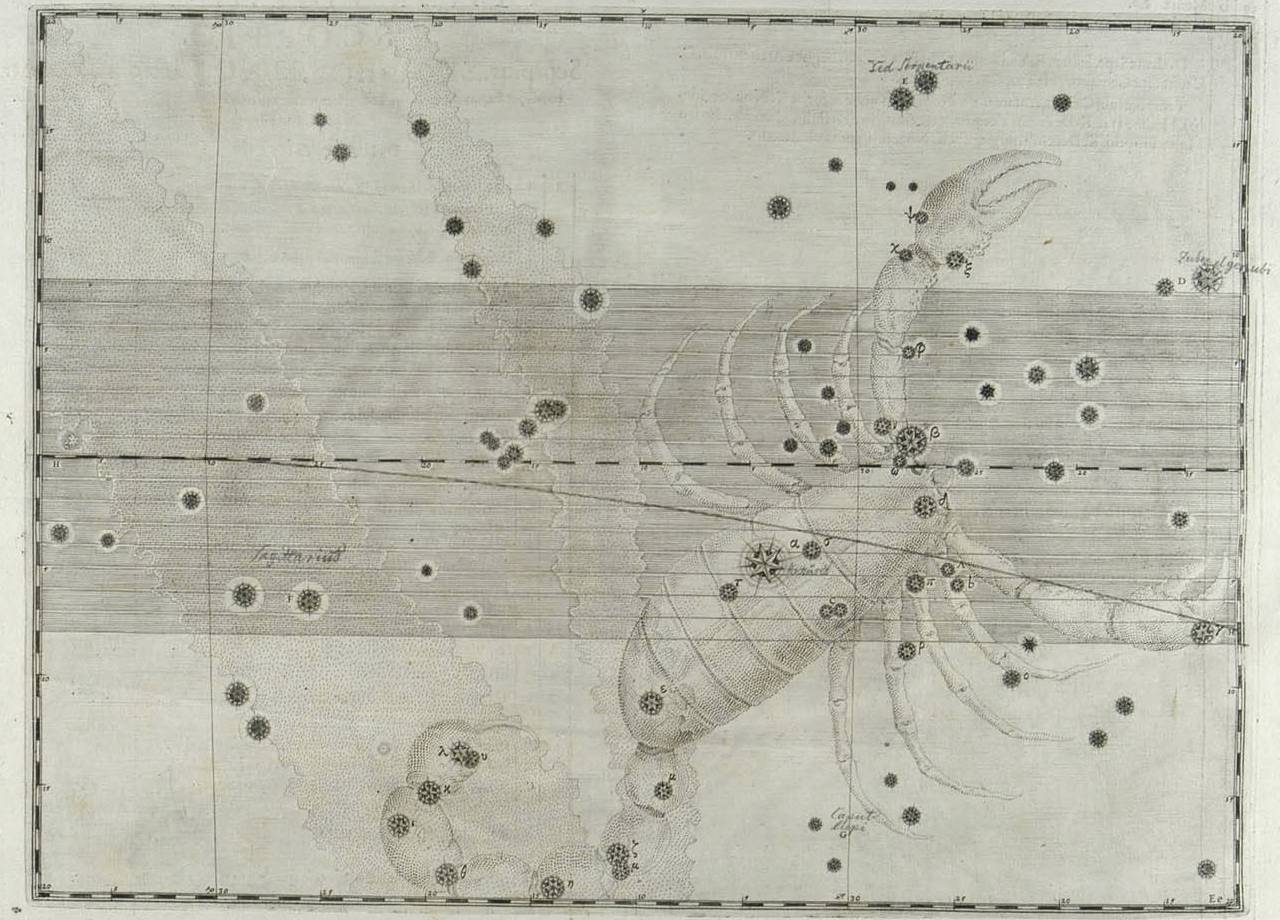
29. Skorpion
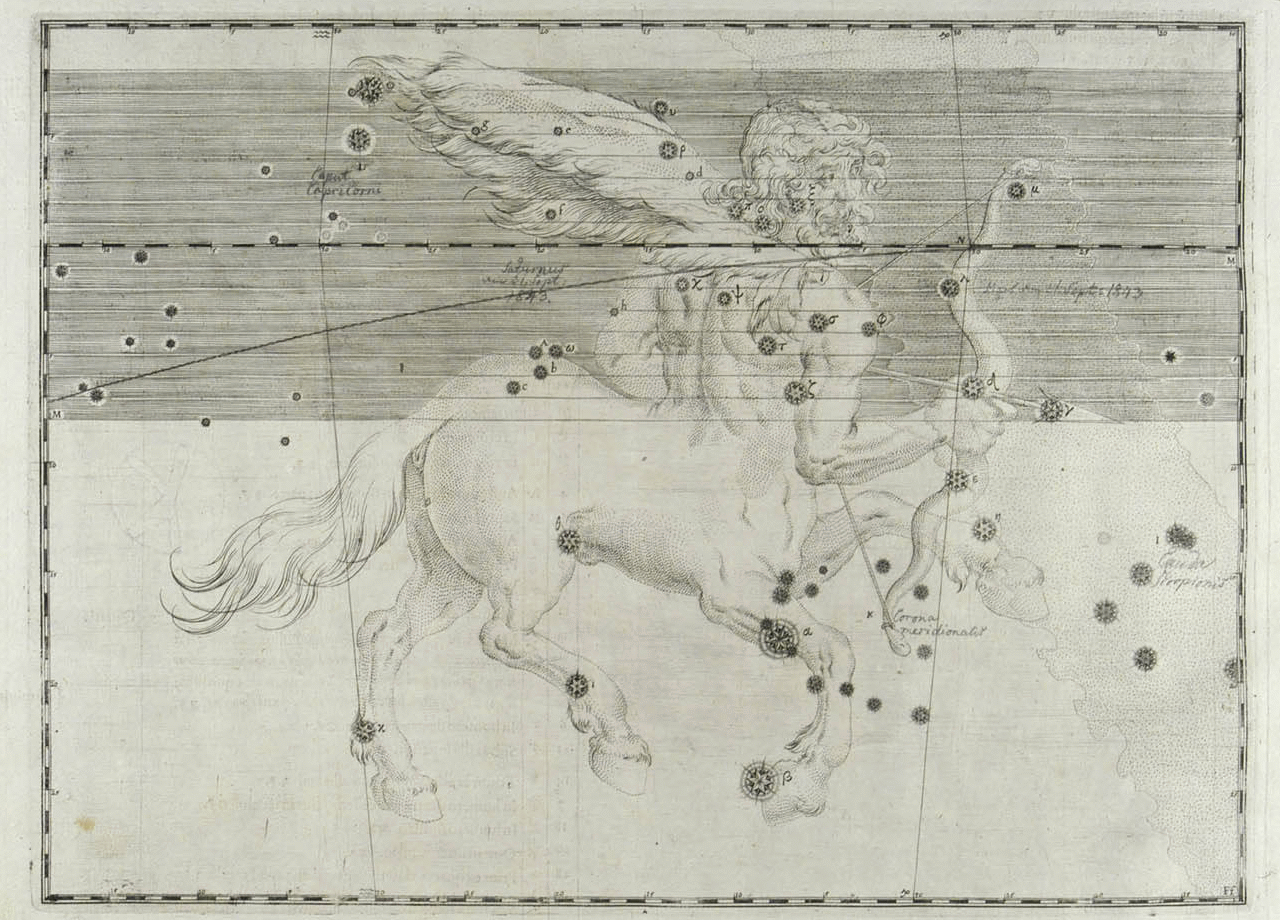
30. Schütze
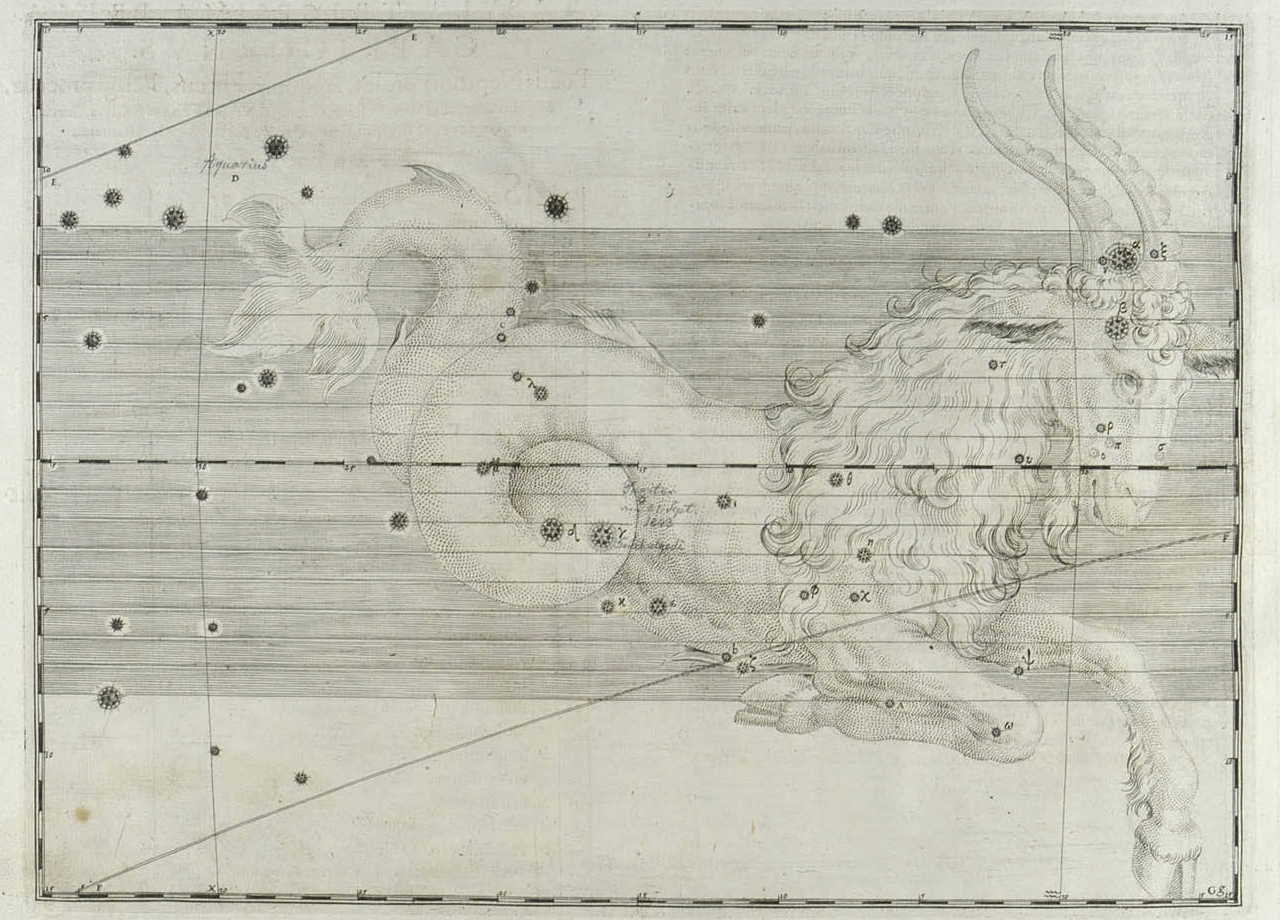
31. Steinbock
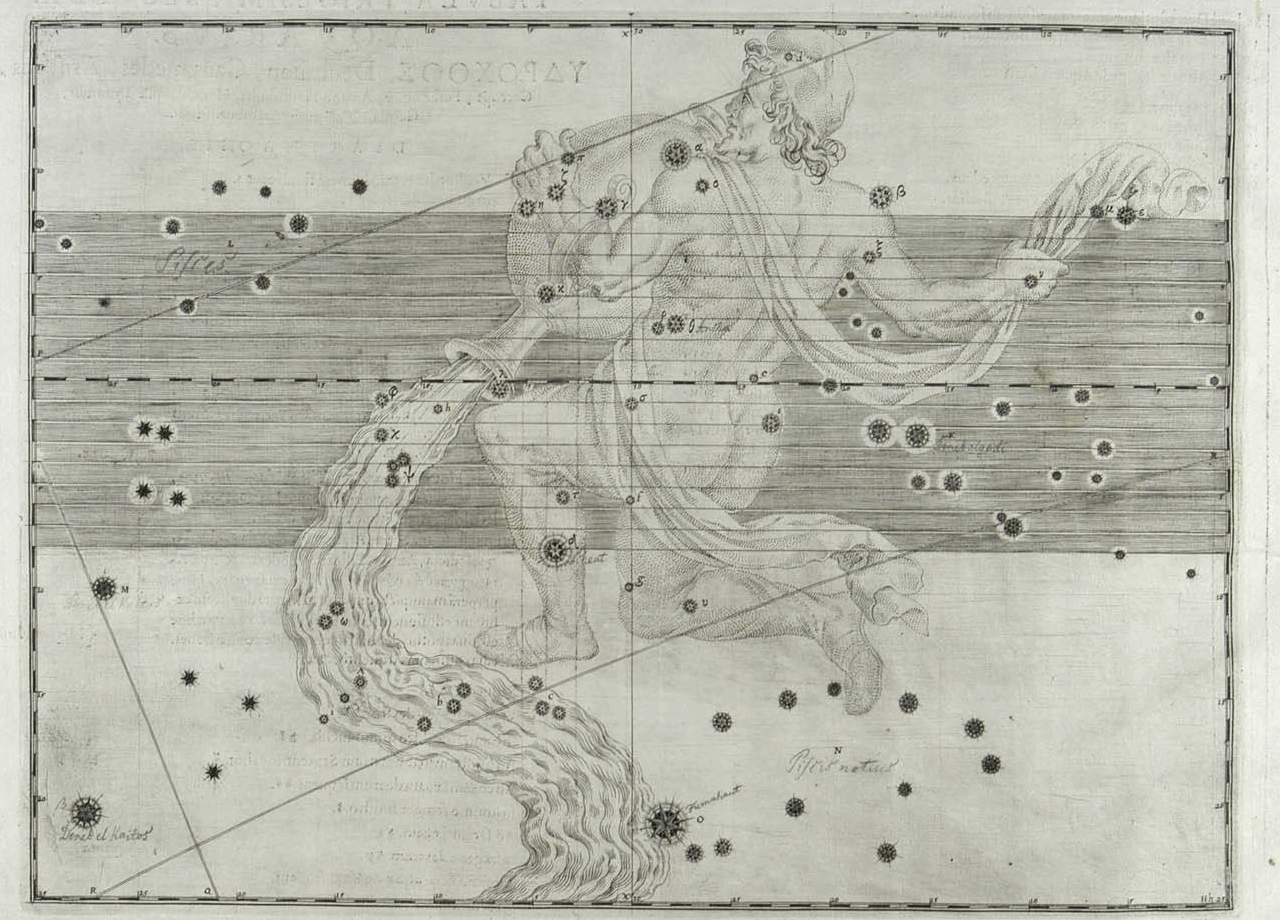
32. Wassermann
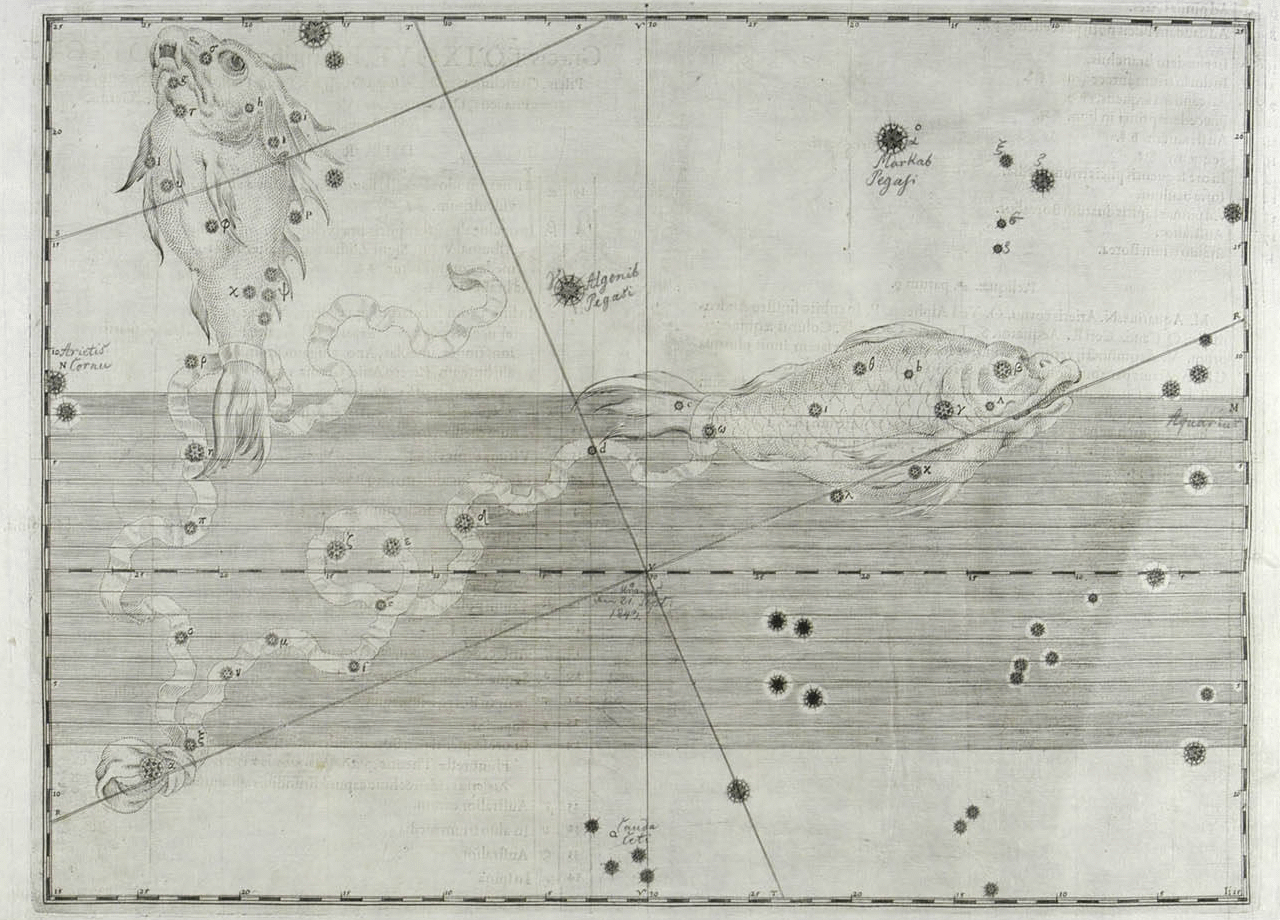
33. Fische
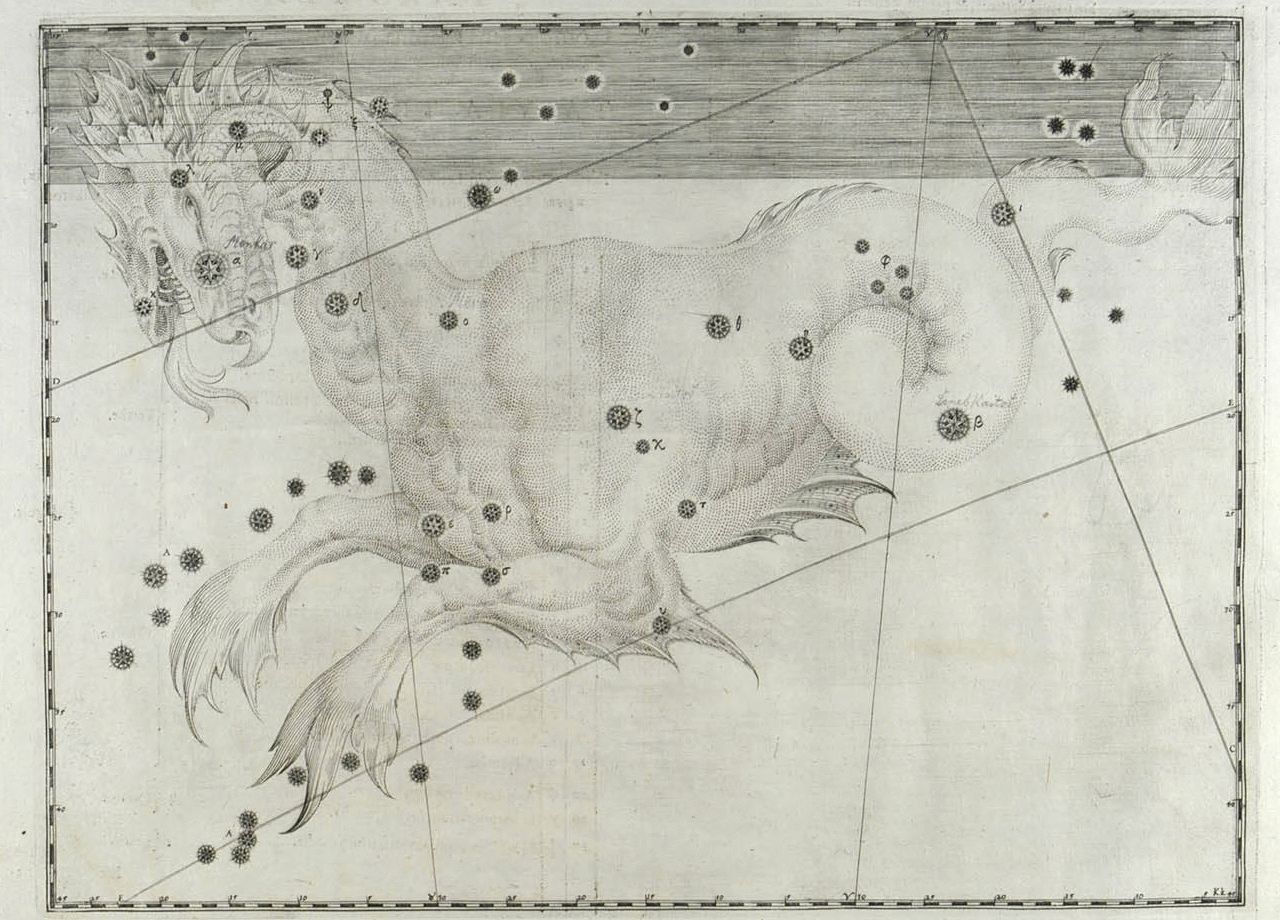
34. Walfisch
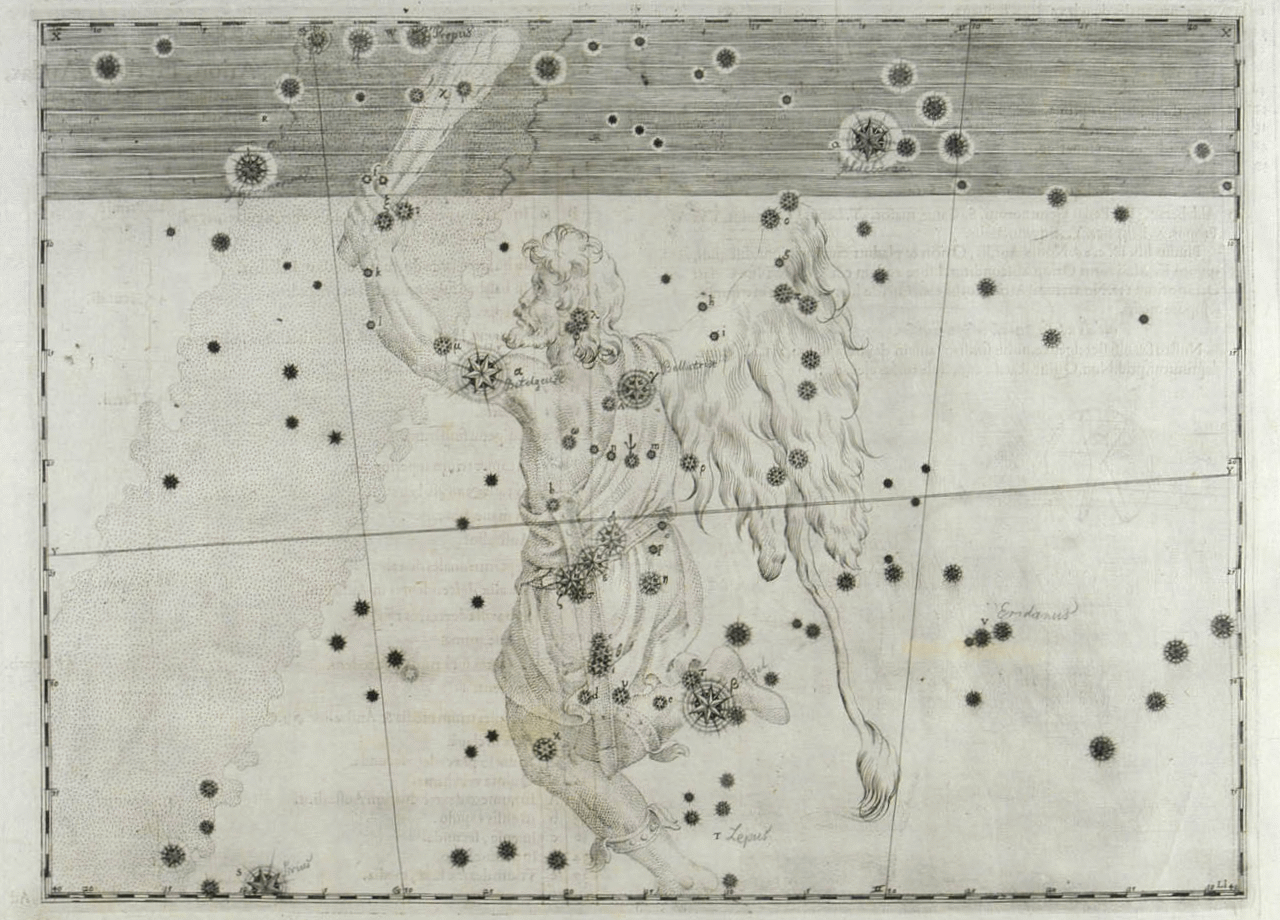
35. Orion
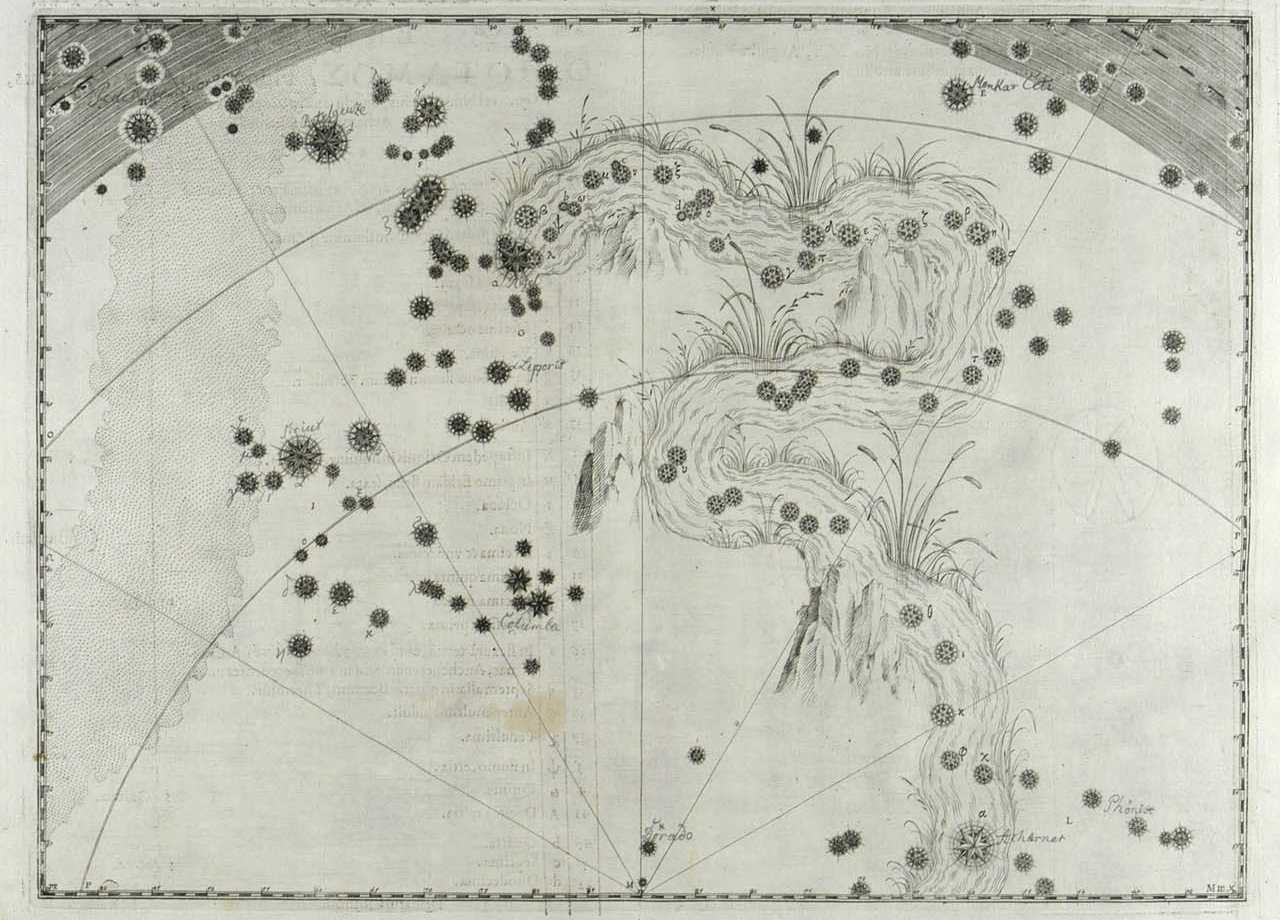
36. Eridanus
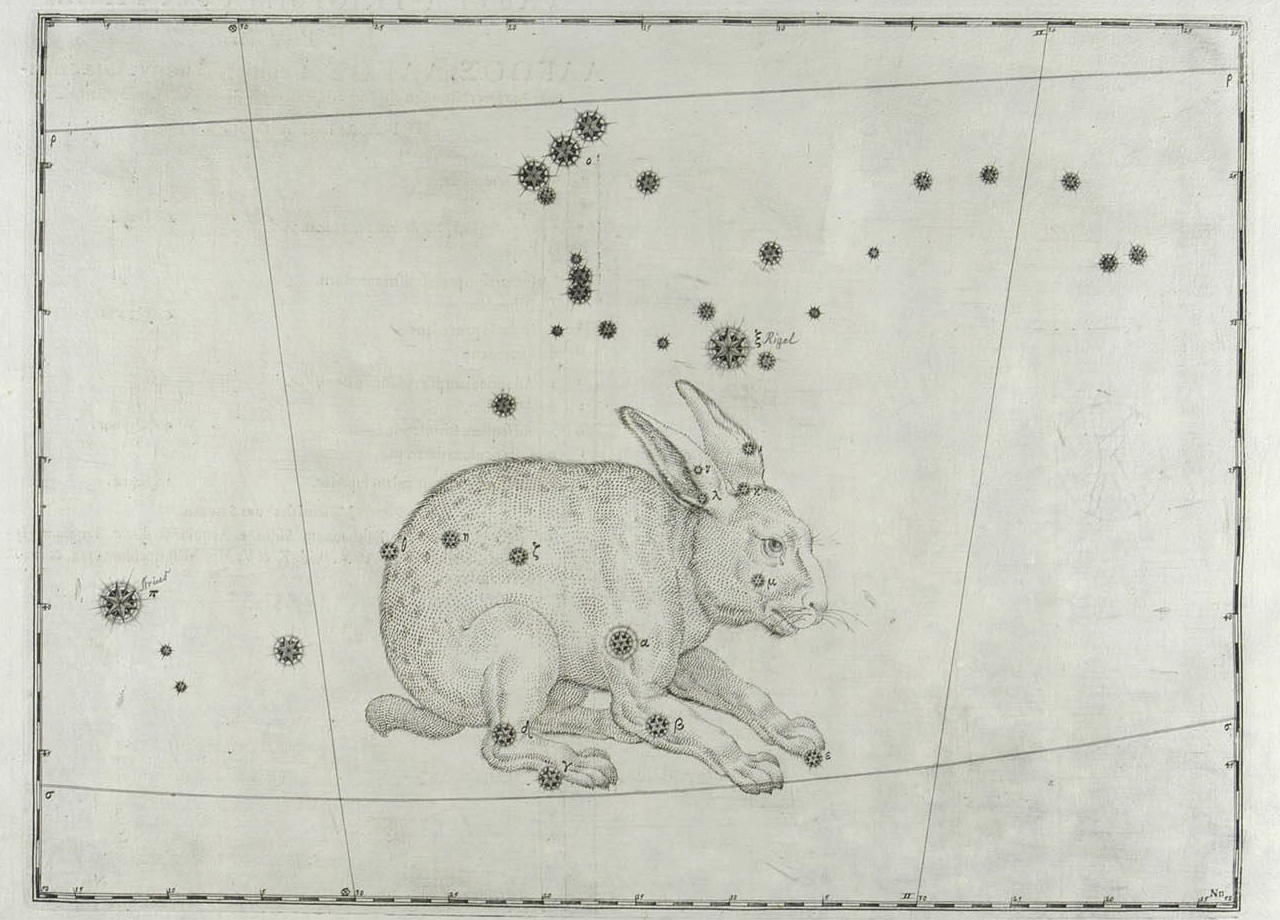
37. Hase
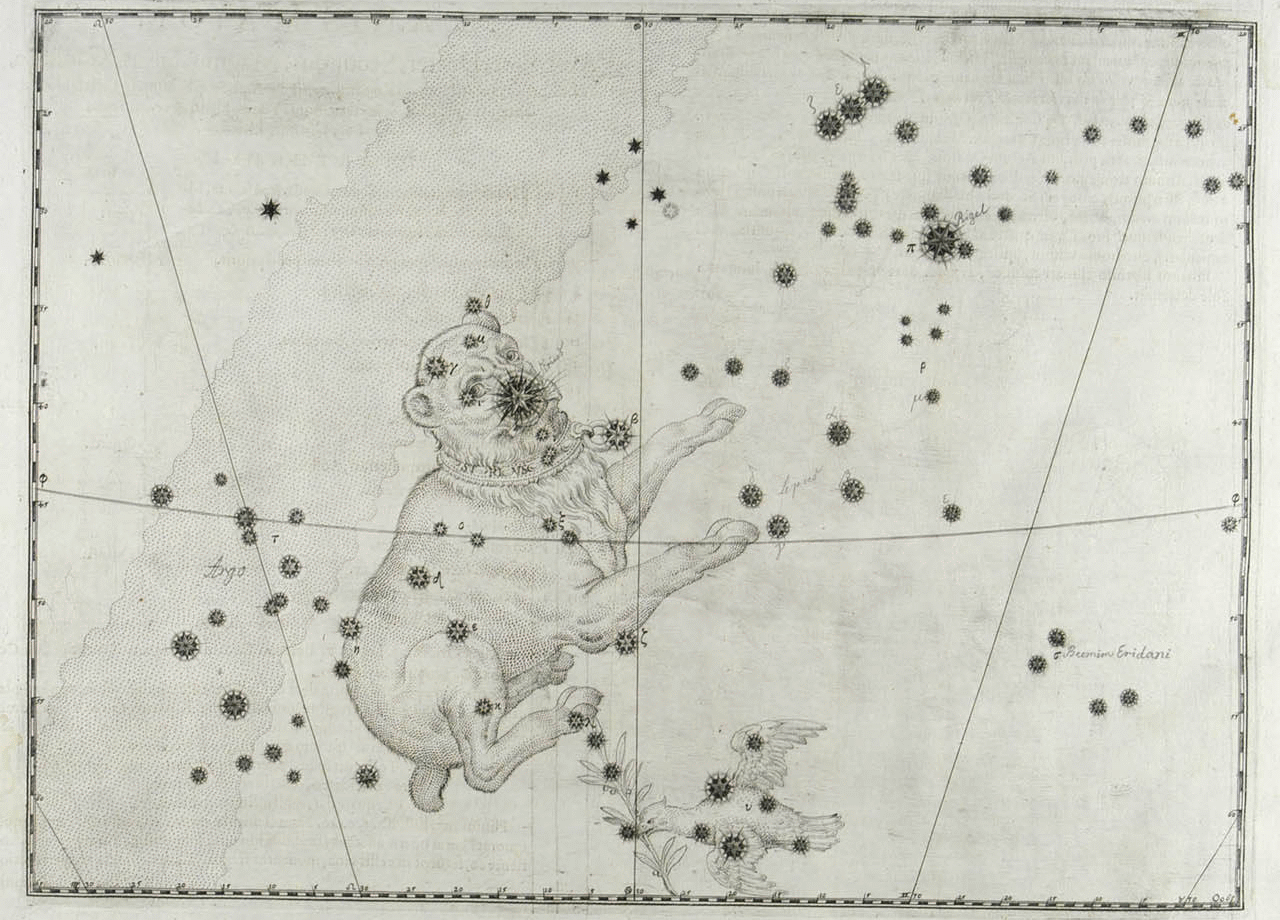
38. Großer Hund
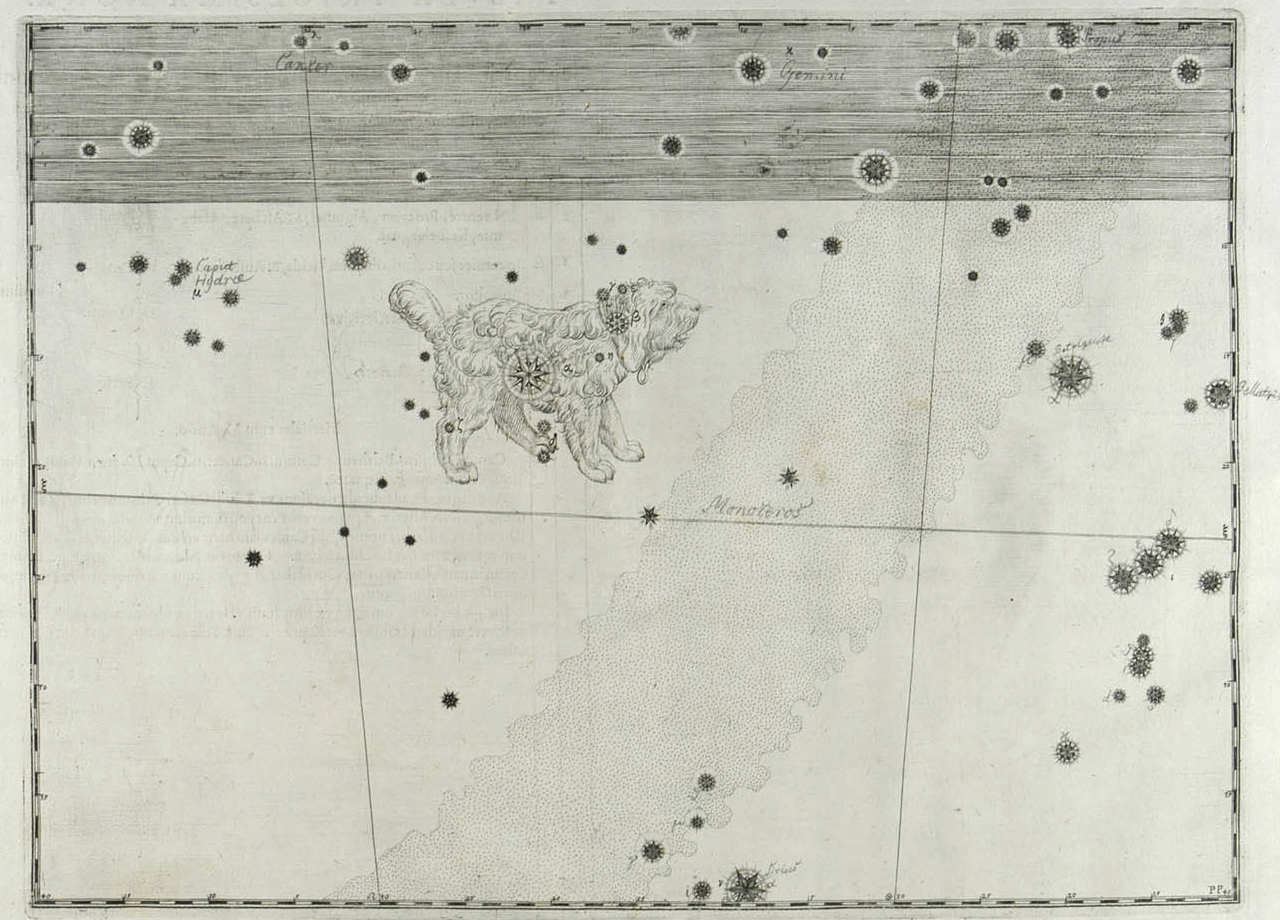
39. Kleiner Hund
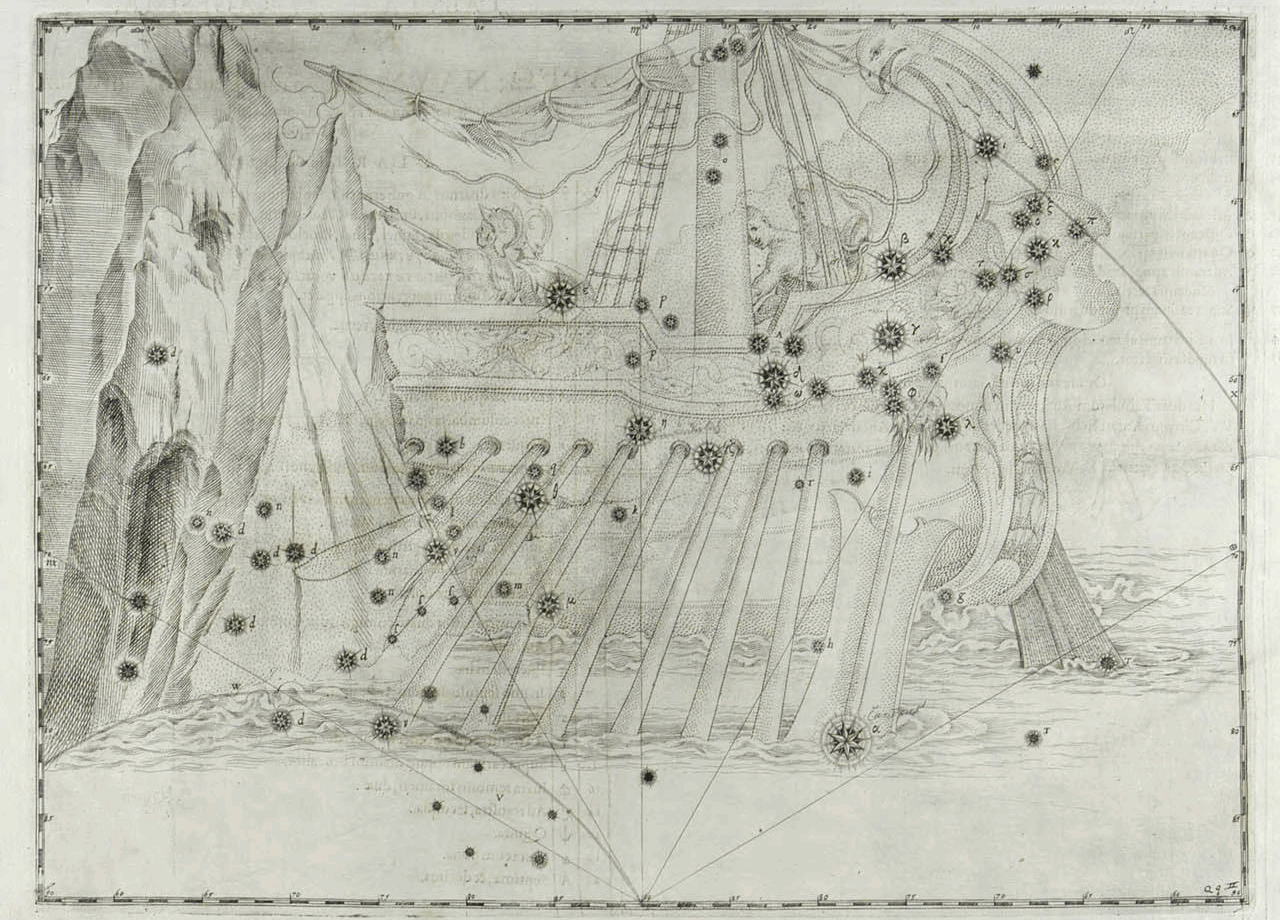
40. Schiff Argo
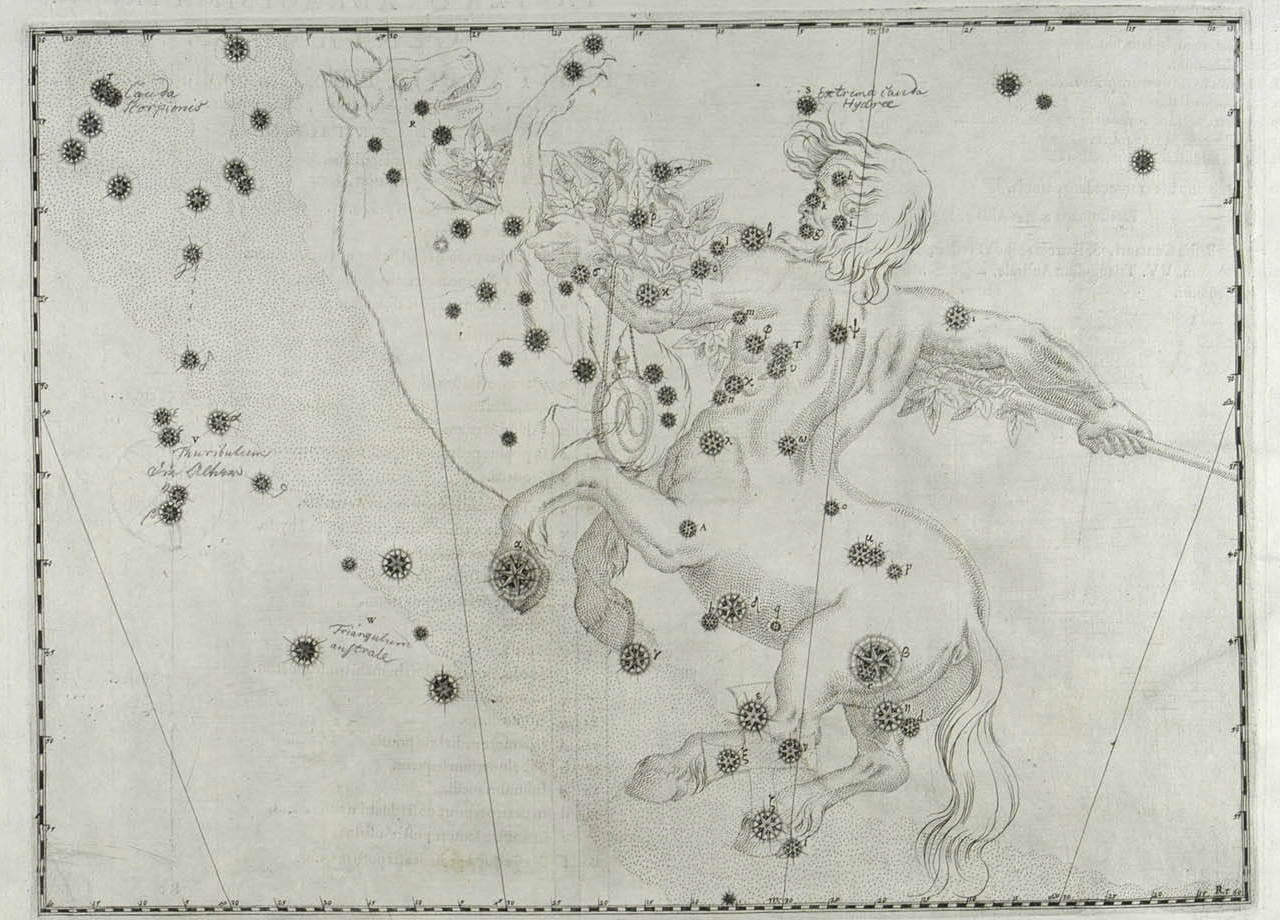
41. Zentaur
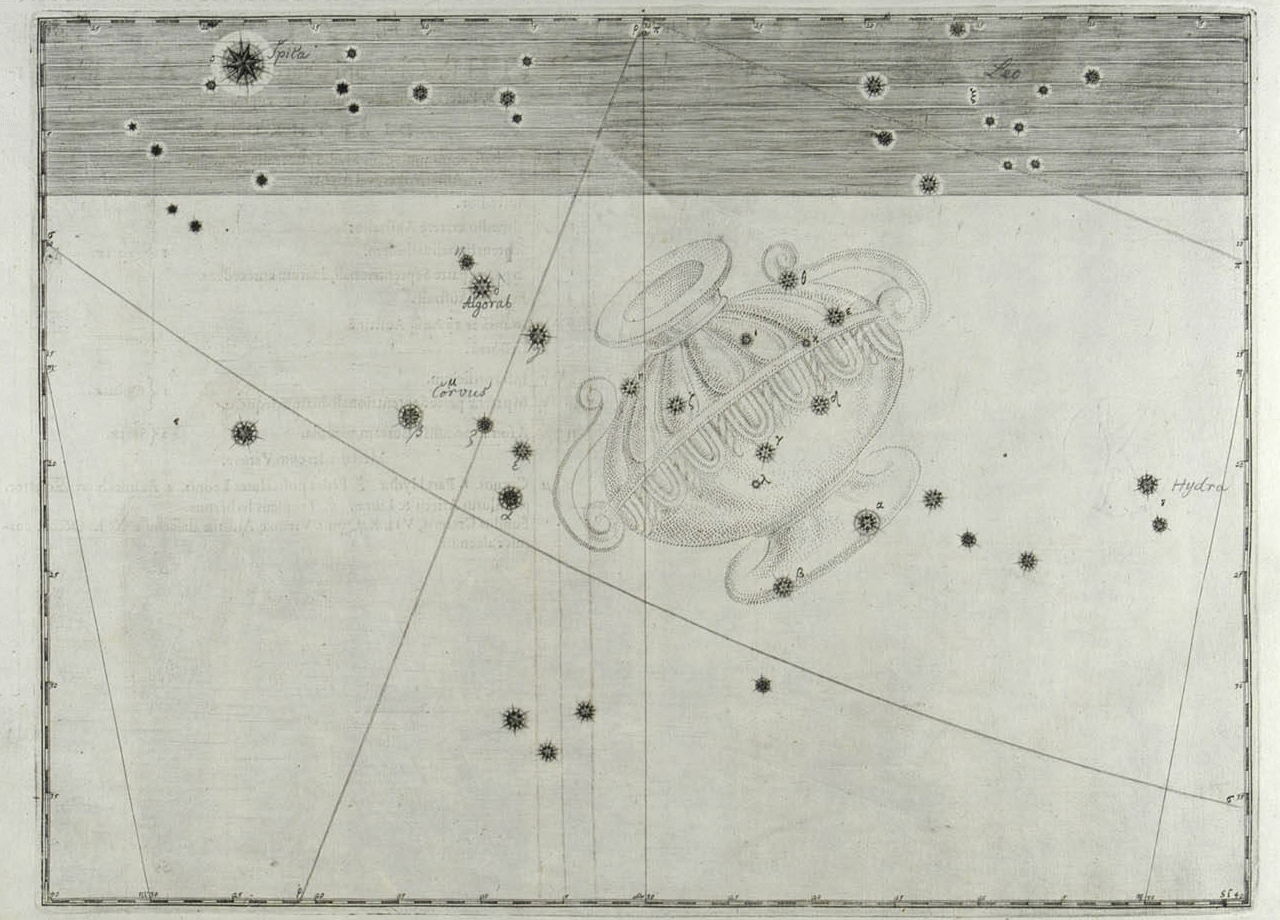
42. Becher
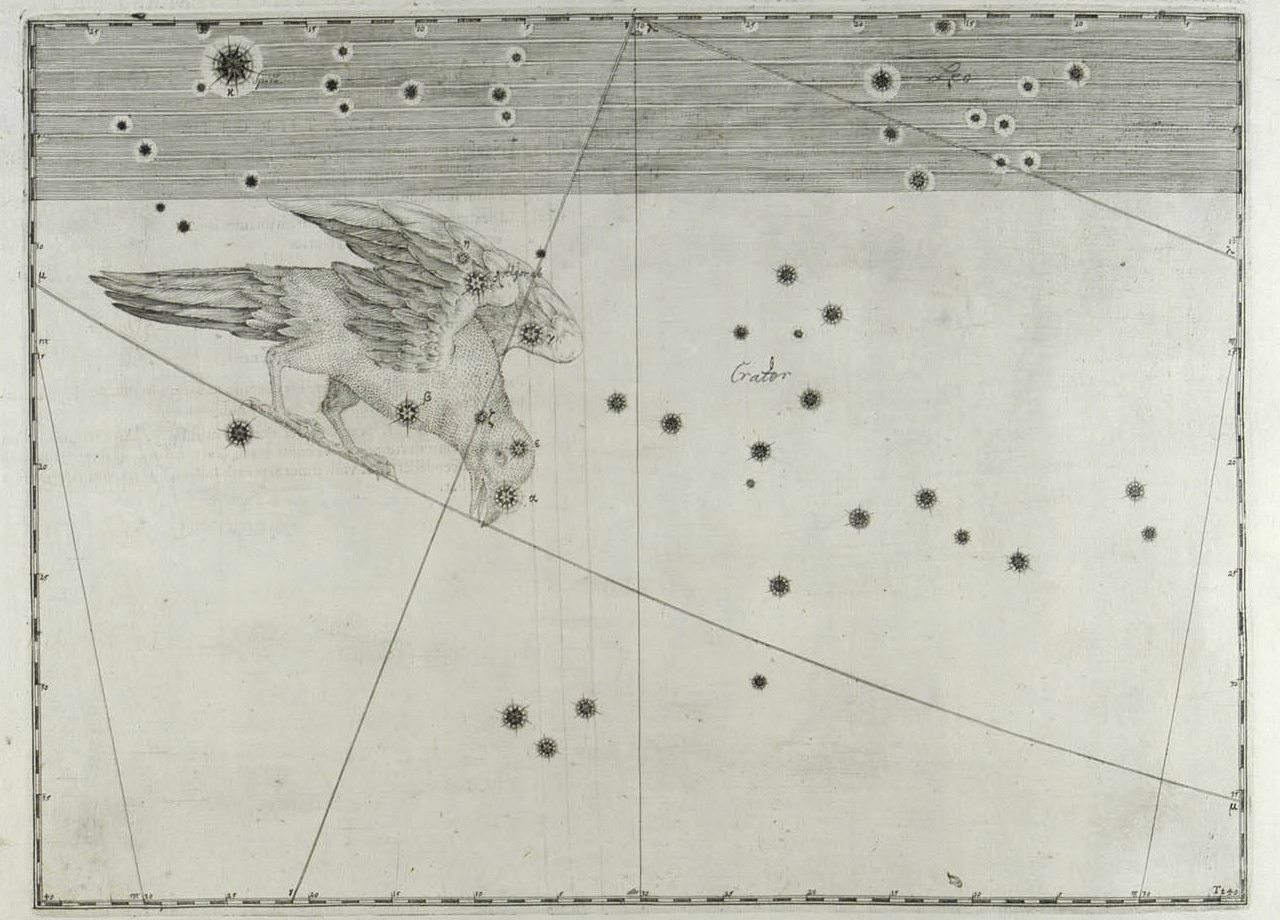
43. Rabe
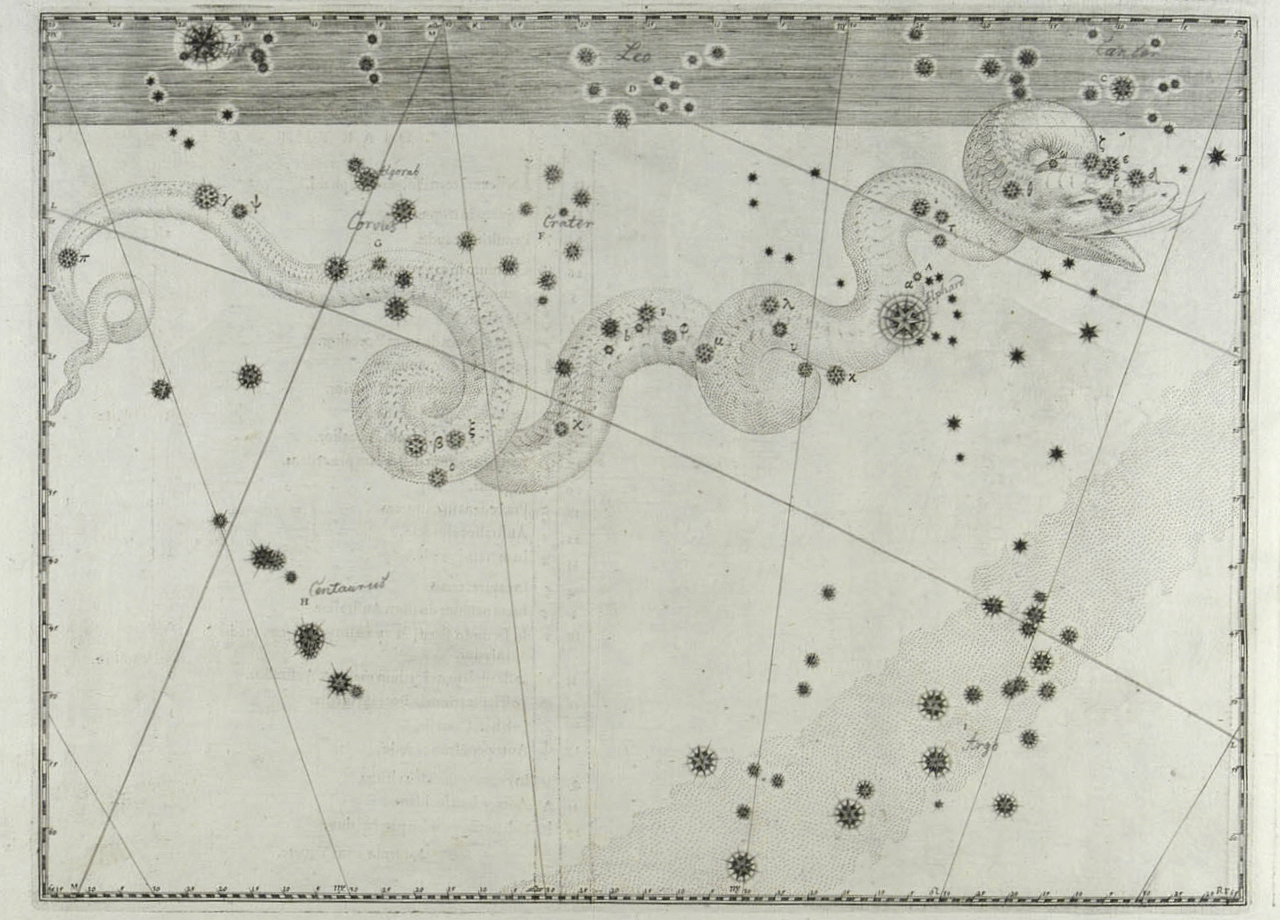
44. Wasserschlange
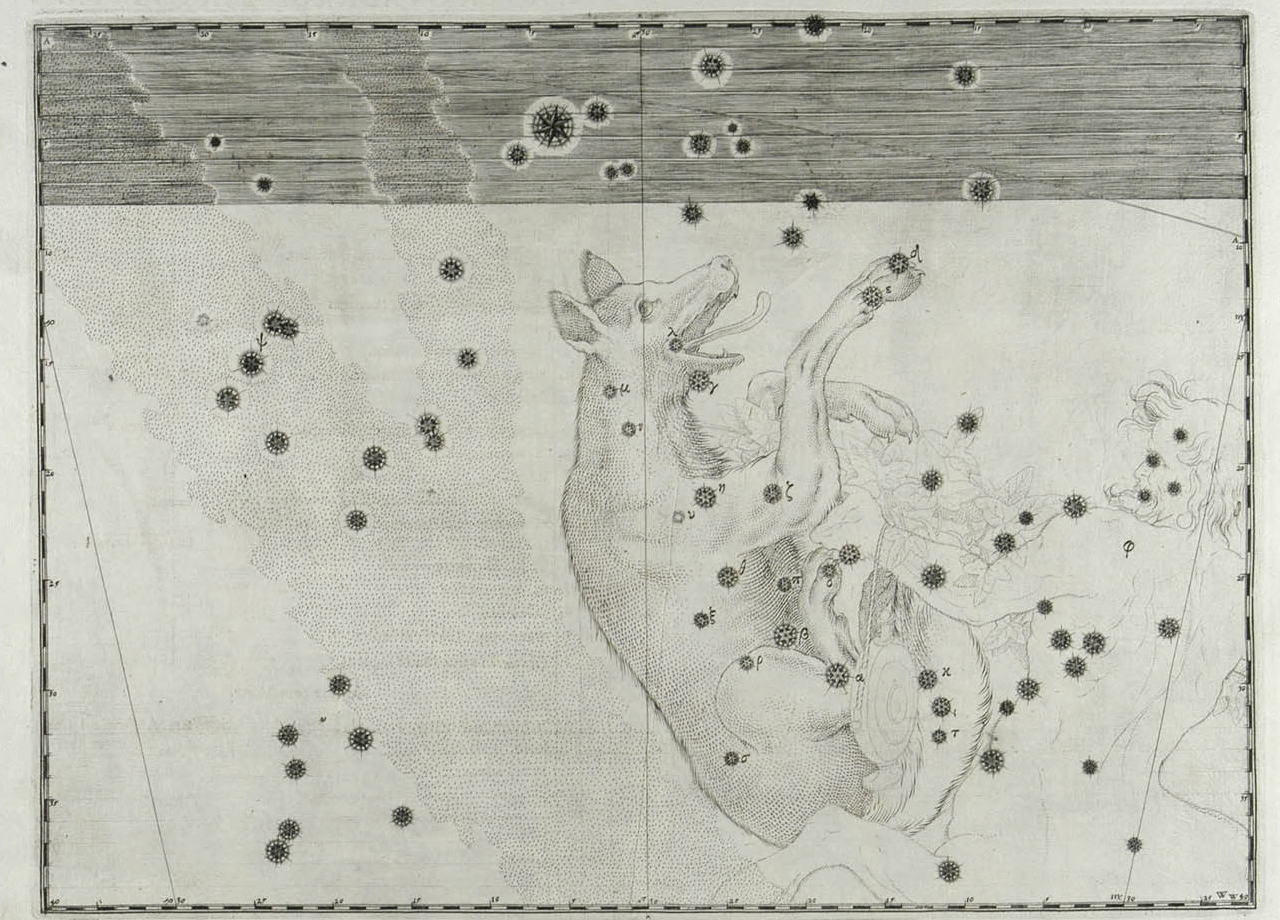
45. Wolf
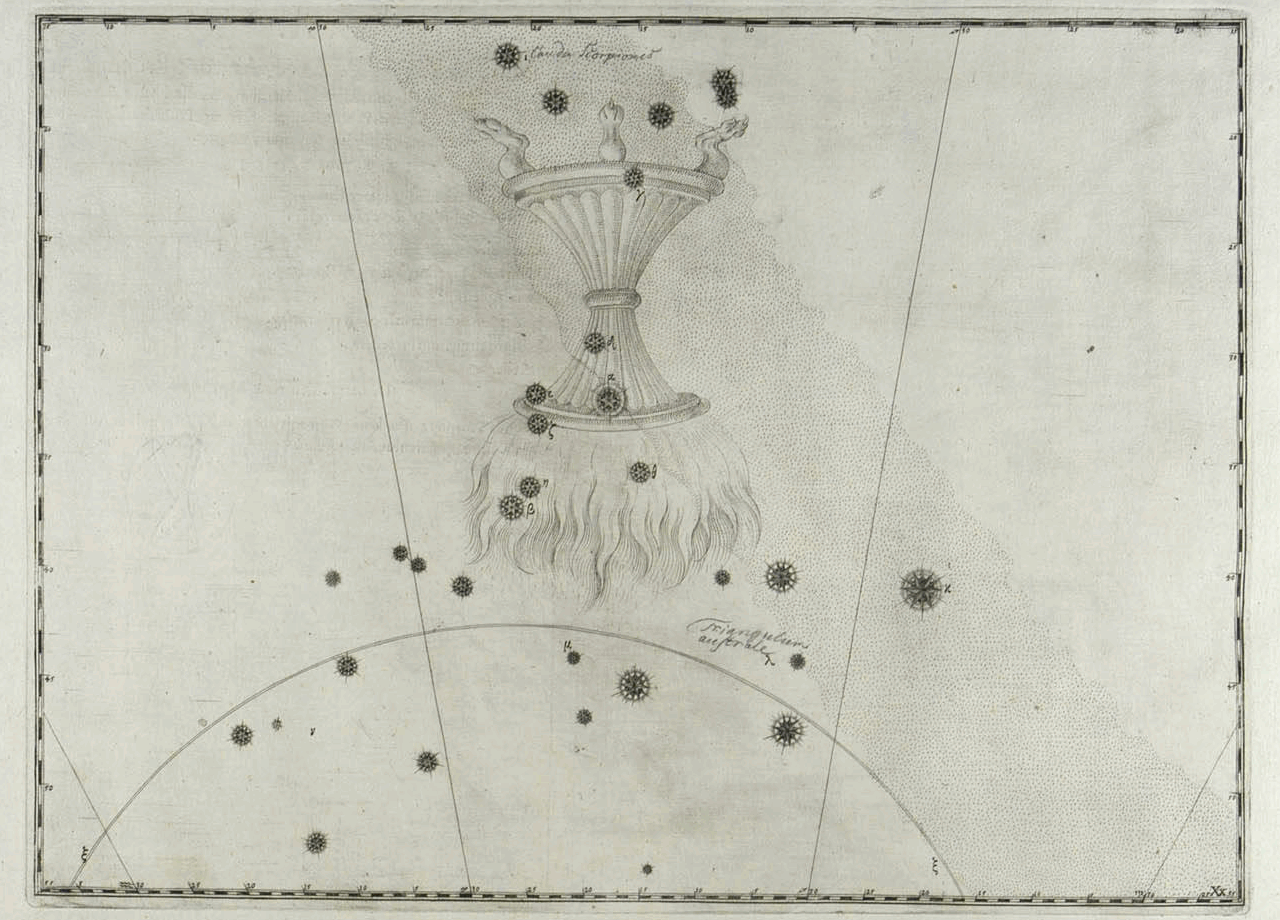
46. Altar
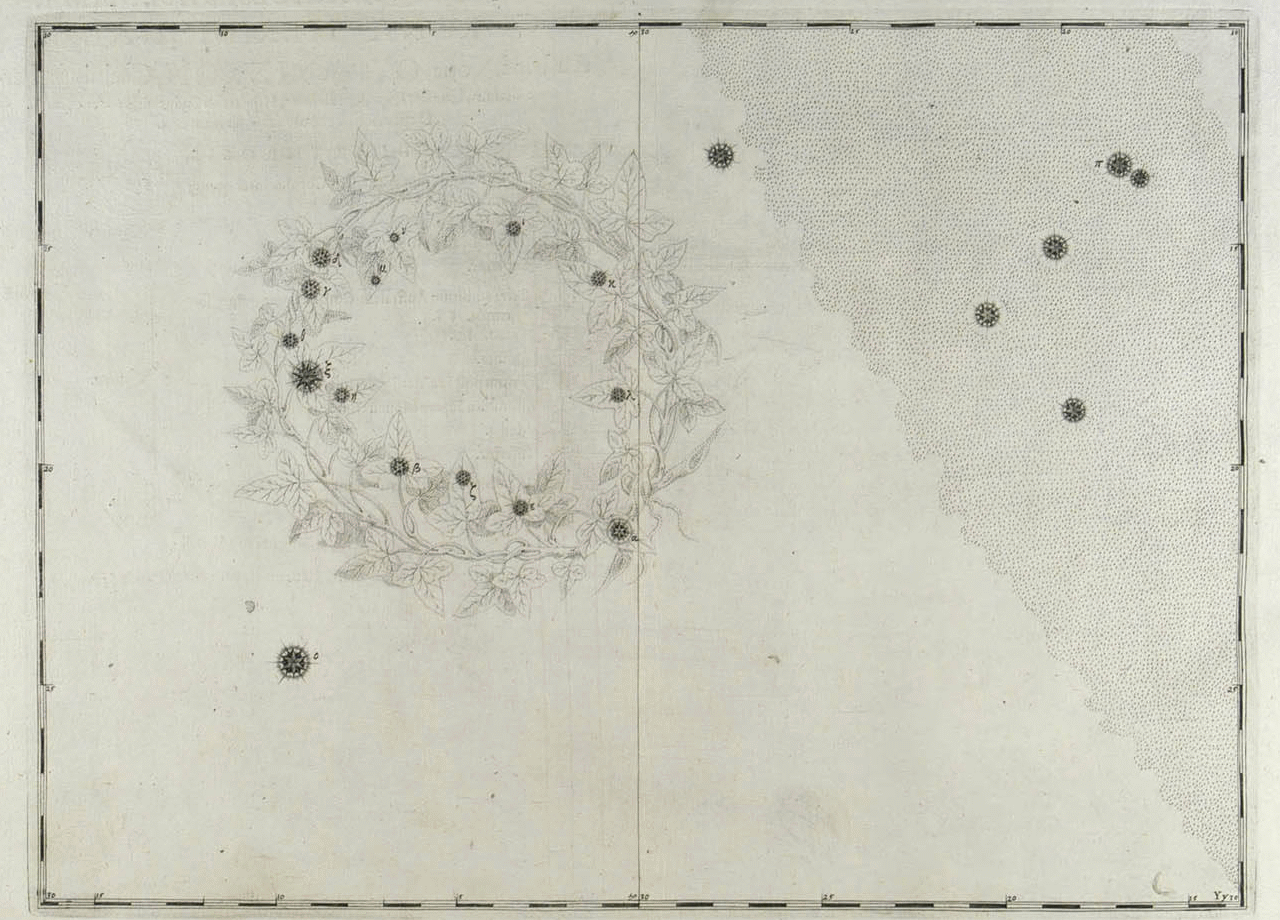
47. Südliche Krone
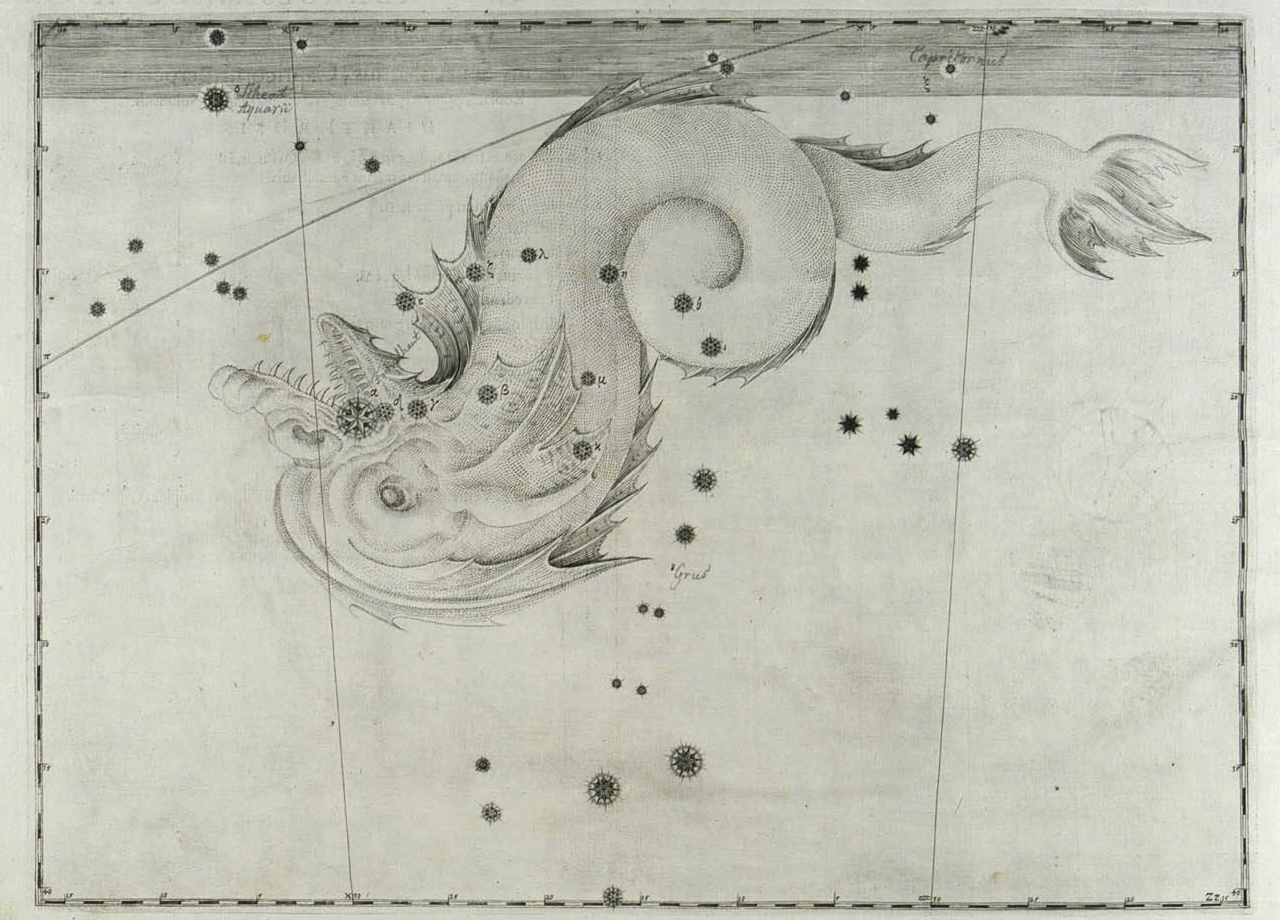
48. Südlicher Fisch
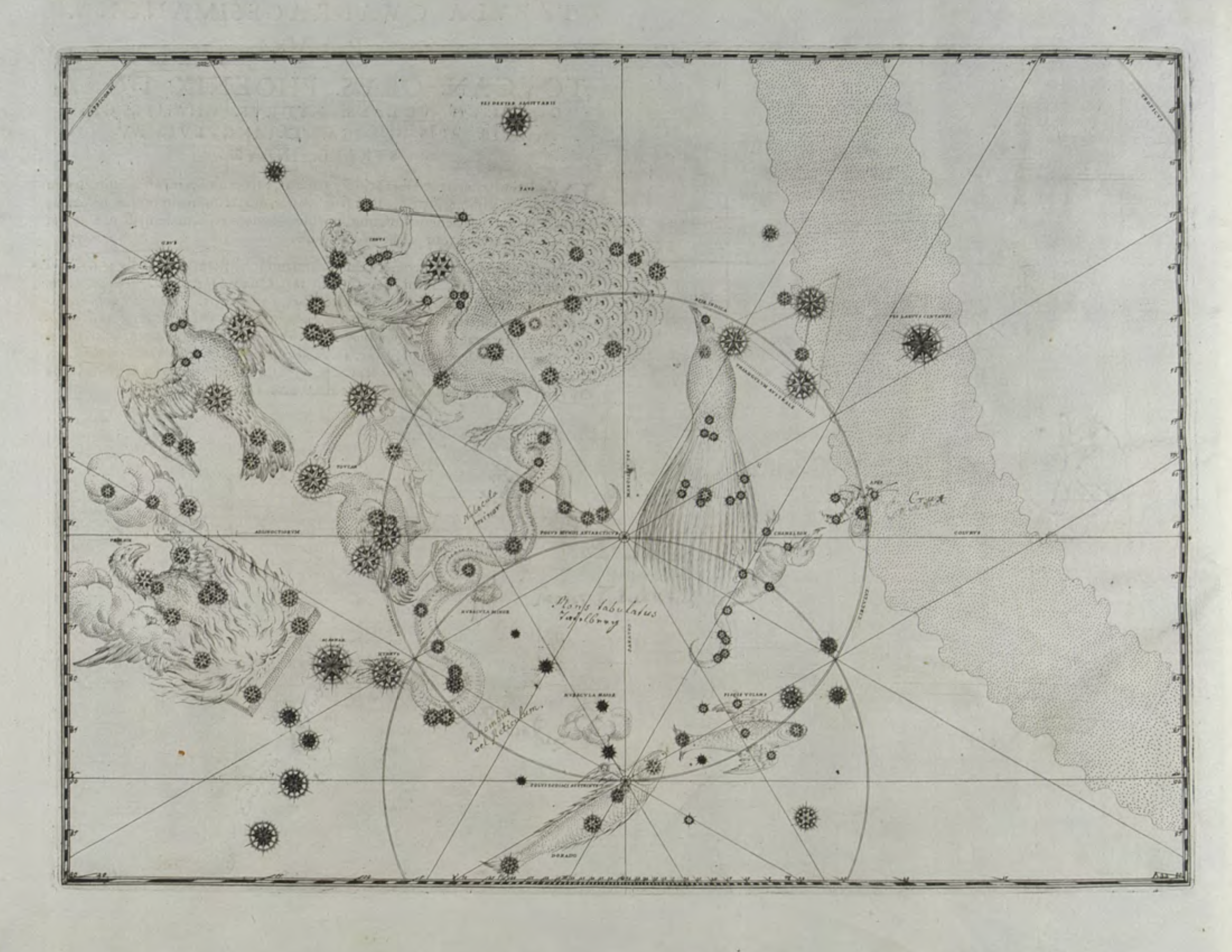
49. Pfau und andere1)
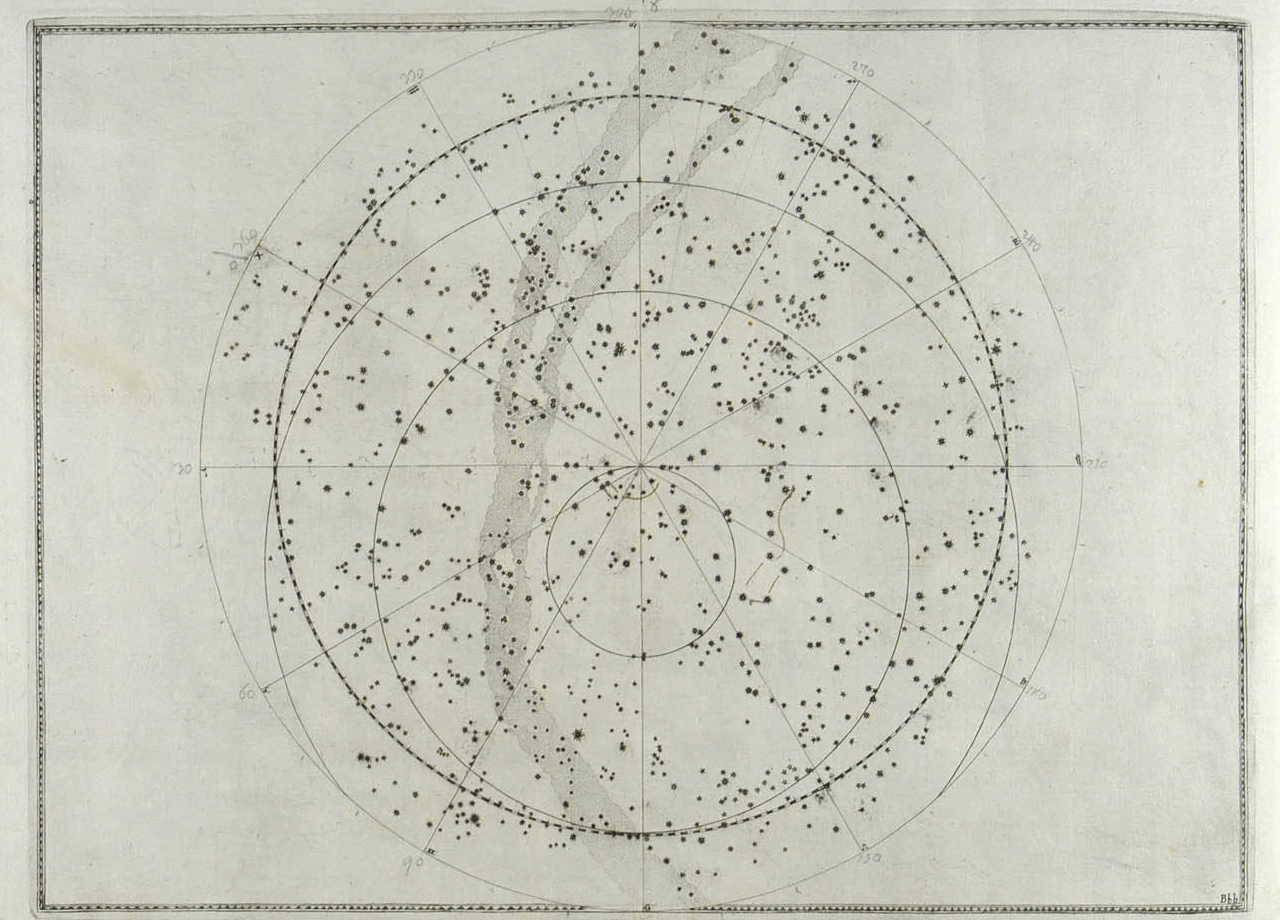
50. Nördliche Hemisphäre
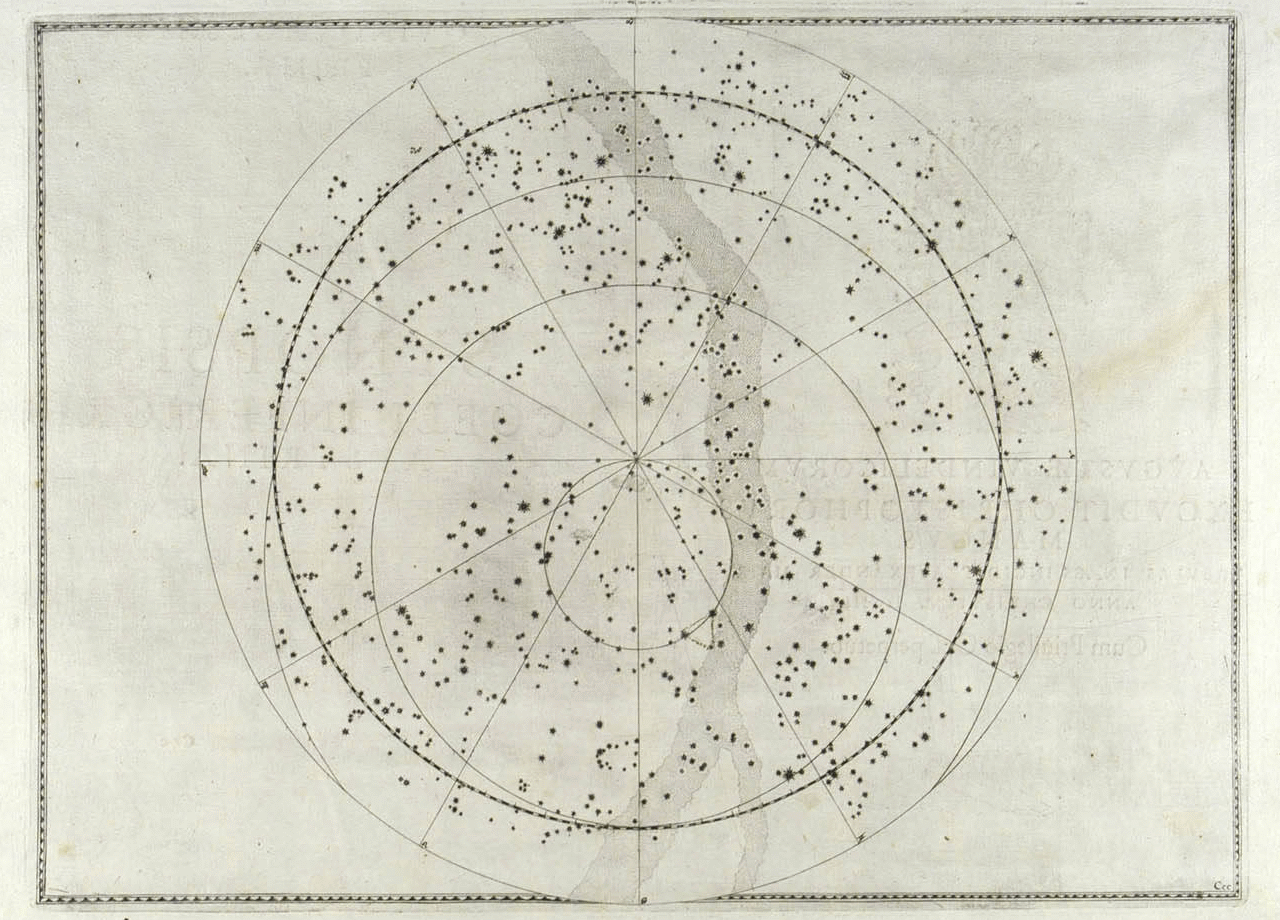
51. Südliche Hemisphäre

1) Erkennbar sind: Pfau (Pavo), Fliegender Fisch (Volans), Tukan, Südliches Dreieck, Kleine Wasserschlange, Phoenix, Indianer (Indus), Kranich (Grus), Chamäleon, Fliege (Musca), Paradiesvogel (Apus) und Schwertfisch (Dorado)